# Cimitirul Invalizilor din Berlin
Cimitirul Invalizilor din Berlin (în germană Invalidenfriedhof) este un cimitir istoric și memorial din cartierul Berlin-Centru în apropierea Ministerului de Economie. El este unul dintre cele mai vechi cimitire din Berlin și văzut ca o mărturie a istoriei militare prusace și germane precum un memorial al războaielor germane de eliberare din anii 1813-1815. Cimitirul a fost fondat de către regele Frederic al II-lea al Prusiei în 1746 (deschidere în 1748).

## Istoric

### Secolul a XVIII-lea

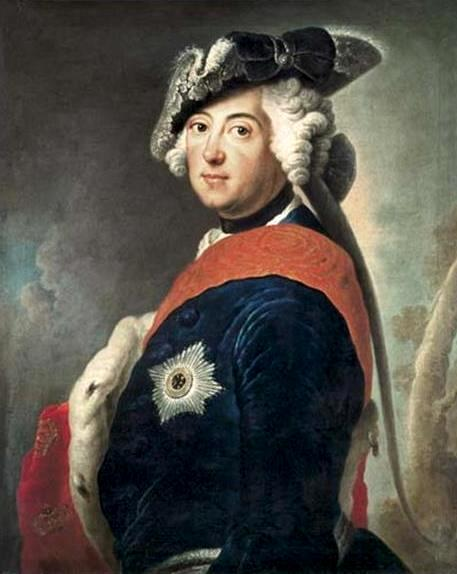
Regele Frederic al II-lea, 1745

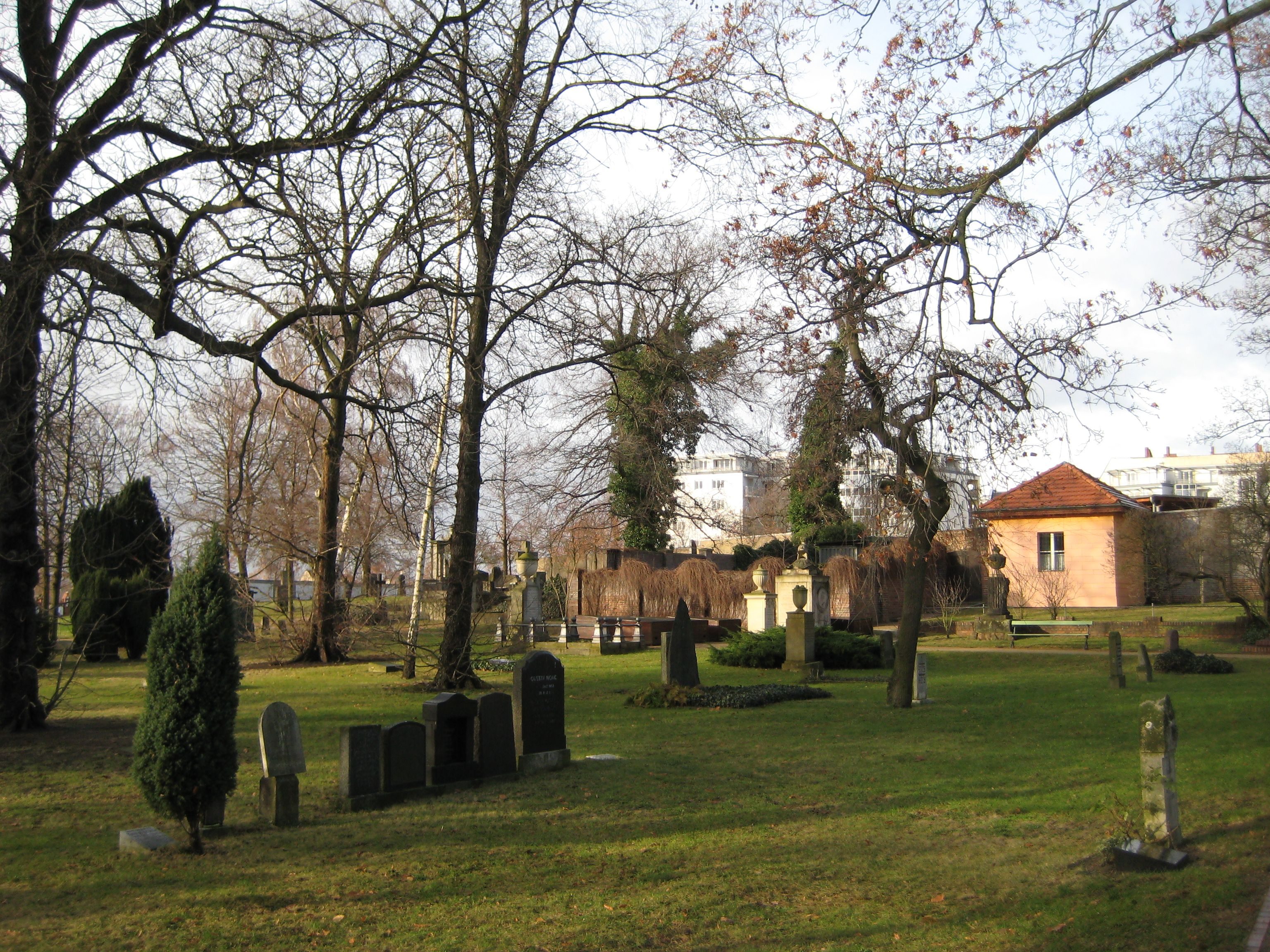
Cimitirul Invalizilor, cea mai veche parte A, în dos lapidariul

Regele Frederick al II-lea al Prusiei a ordonat în anul 1746 înființarea unei case de invalizi lângă Charité, într-o zonă încă nelocuită și pustie. După deschiderea pe 15 noiembrie 1748, au fost cazați acolo răniți și invalizi de război. Ei au trebuit, pe cât posibil, să-și asigure traiul de viață prin agricultură, dar, de asemenea, să contribuie la cultivarea zonei zise local „Sahara”.  Planuri pentru un condominiu pentru soldați cu handicap au existat deja pe timpul regilor Frederic I al Prusiei și Frederic Wilhelm I al Prusiei, dar de abia marele număr de râniți din cauza celor două războaie pentru cucerirea Sileziei (1740-1742 și 1744-1745) l-au îndemnat pe Frederic cel Mare să pună în aplicare aceste planuri. Moștenirea regală a cuprins un teren vast de 134 hectare. Primul înmormântat în noul cimitir a fost căpitanul catolic Hans Michael Neumann din Bamberg, la 20 decembrie 1748. Mormântul nu mai există.
Cimitirul a cuprins inițial doar, astăzi așa numitul „Câmpul de morminte A” (Grabfeld A), în nord-estul zonei în care mai târziu au fost și îngropați comandanții casei de invalizi („mormintele comandorilor“). În 1769, o a doua parte a cimitirului a fost deschisă spre vest, actualul „Câmpul de morminte B” (Grabfeld B). Restul spațiului de cimitir de astăzi a fost încă folosit pentru agricultură în secolul al XVIII-lea. Originar a fost probabil doar simplu împrejmuit de un gard din leațuri. Un design cuprinzător de cimitire, cu formarea unei proprii culturi funerare precum amenajarea în formă de parc, a început în Prusia de abia în 1794. În acest an, a intrat în vigoare „Legea Generală pentru Landurile Prusace”, care a interzis înmormântarea în biserici și în zonele urbane populate. Până în 1872, au avut loc 18.000 de funeralii pe arealul cimitirului din prezent de astăzi, în istoria cimitirului au fost aproximativ 30.000.
Din primele zile ale cimitirului mai există câteva pietre de mormânt precum lăcașuri de sarcofag târziu baroce și valoroase care reflectă atât istoria locului, cât și dezvoltarea culturii sepulcrale în Prusia până la începutul secolului al XIX-lea, ca de exemplu pentru: Curt Gottlieb Heinrich von Arnim (monument, 1800), Georg Christoph von Daembke (lăcaș de sarcofag, 1775), Michael Ludwig von Diezelsky (mormânt cu monument, 1791), Elisabeth von Kottulinsky (cel mai vechi mormânt în cimitir, 1774), Johann Gottlieb von Kottulinsky (lăcaș de sarcofag, pe la 1780), Ernst Otto von Reineck (mormânt cu monument, 1791), Friedrich Wilhelm von Rohdich (mormânt cu monument, 1796) sau Gustav Friedrich von Schütz (lăcaș de sarcofag, 1781) (vezi imaginile mai jos).

### Secolul a XIX-lea

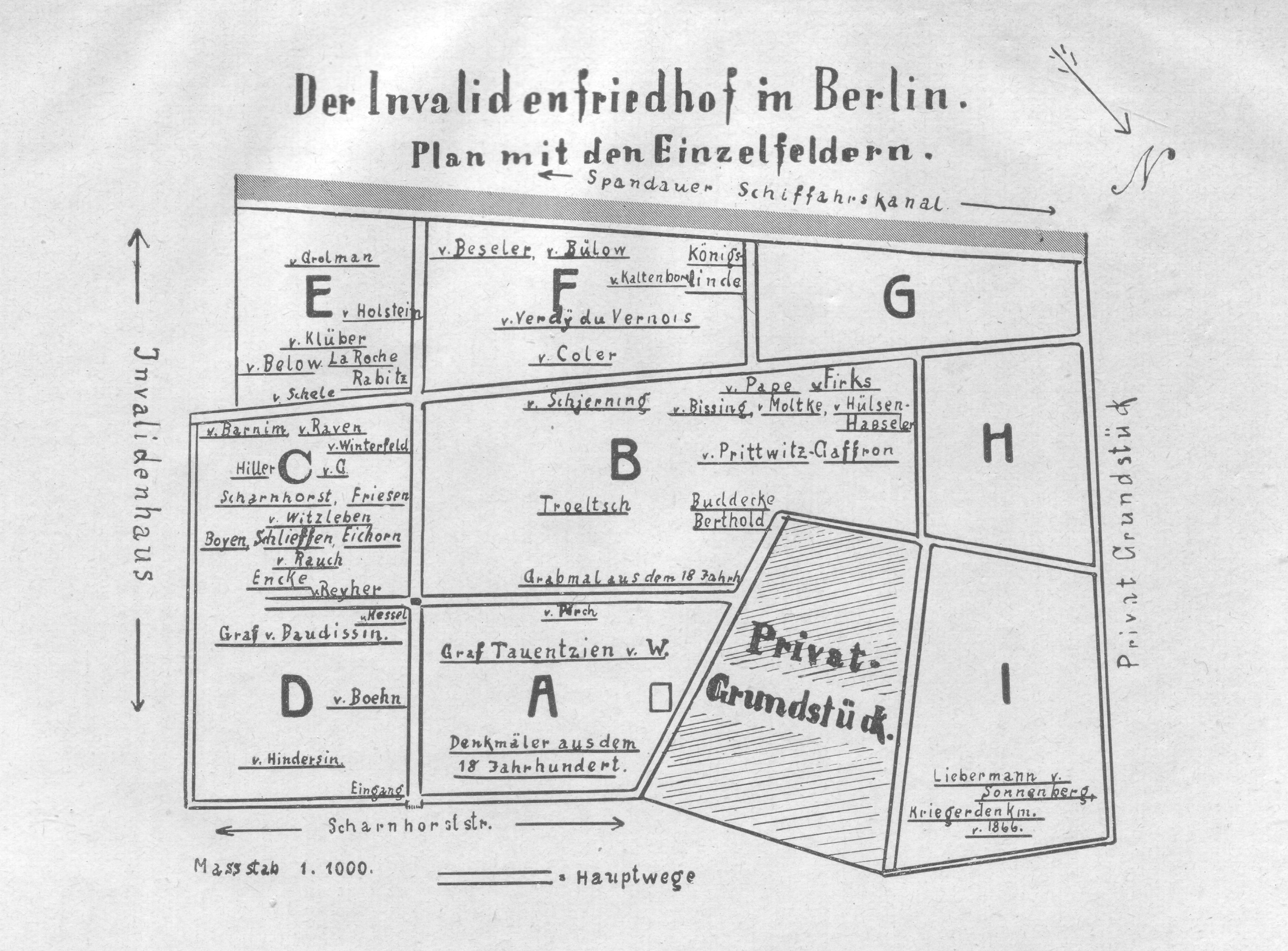
Planul cimitirului, 1925

Deja de la începutul secolului al XIX-lea, comunitatea militară, ale cărei membri au fost îngropați în acest cimitir, a crescut în mod continuu. Aceasta a inclus membrii de familie ale ofițerilor, în plus mereu mai mulți civiliști care au lucrat pentru casa invalizilor ori cei stabiliți pe moșiile comunității, în primul rând artizani, comercianți, proprietari de restaurante, și mai târziu, de asemenea, muncitori industriali. Membrii ai noii comunități civile protestante au trăit în imediata vecinătate de societatea-mamă, în zona cartierelor de astăzi din Berlin-Centru și Berlin-Moabit. În mod similar s-a dezvoltat o mică parohie civilă catolică, legată de Invalidenhaus. Până în 1816, înmormântări de persoane civile au avut loc în aceleași domenii ca și cele militare cu familiile lor. Apoi s-a separat, astfel încât câmpurile de mormânt de astăzi A și B au fost folosite în principal de către casa invalizilor, terenul de astăzi D de cele două parohii civile.
În anul 1824, într-un ordin de cabinet al regelui Frederic Wilhelm al III-lea al Prusiei a fost hotărât că o mare parte din terenul deținut de casa invalidă ar trebui să fie pusă în vânzare. În același timp, o clauză a declarat că cimitirul constituie o proprietate indivizibilă și ar trebui să fie păstrat în întregime. În plus, ar trebui identificat un câmp special (câmpul C de astăzi) din cimitir, care ar trebui rezervat „nobilimii armatei”. Context au fost eforturile pe termen lung ale unor artiști precum Karl Friedrich Schinkel și Peter Joseph Lenné, de a crea un cimitir memorial (campo santo) pentru soldații căzuți în războaiele de eliberare împotriva lui Napoleon I.  Dar aceste planuri ambițioase au eșuat din cauza obstacolelor practice, inclusiv faptului că mulți dintre acești militari au vrut să fie înmormântați lângă membrii familiilor. Ca compensație Schinkel a construit monumente funebre pompoase pentru câțiva militari de rang înalt, exemplar pentru generalii  Karl Leopold von Köckritz (1744-1821), Friedrich Bogislav Emanuel Tauentzien von Wittenberg (1760-1824), Otto Carl Lorenz von Pirch (1765-1824), Georg Dubislaw Ludwig von Pirch (1763-1838) sau Job von Witzleben (1783-1837) (vezi imaginile mai jos). Astfel cum au dorit Schinkel și alții, reputația cimitirului a crescut cu aceste morminte. În anul 1835, acest ultim loc de odihnă a fost complet reproiectat de Lenné prin crearea unui sistem de căi în formă de cruce, acompaniate la margine de Tei și arbuști. Mormântul generalului și șefului casei de invalizi Gustav Friedrich von Kessel (1760–1827), care se afla originar ceva în afară, a fost plasat în mijlocul primului cruciș de drum (vezi imaginea mai jos). În același timp, s-a introdus împărțirea în câmpuri amenajate alfabetic, valabilă până în prezent.

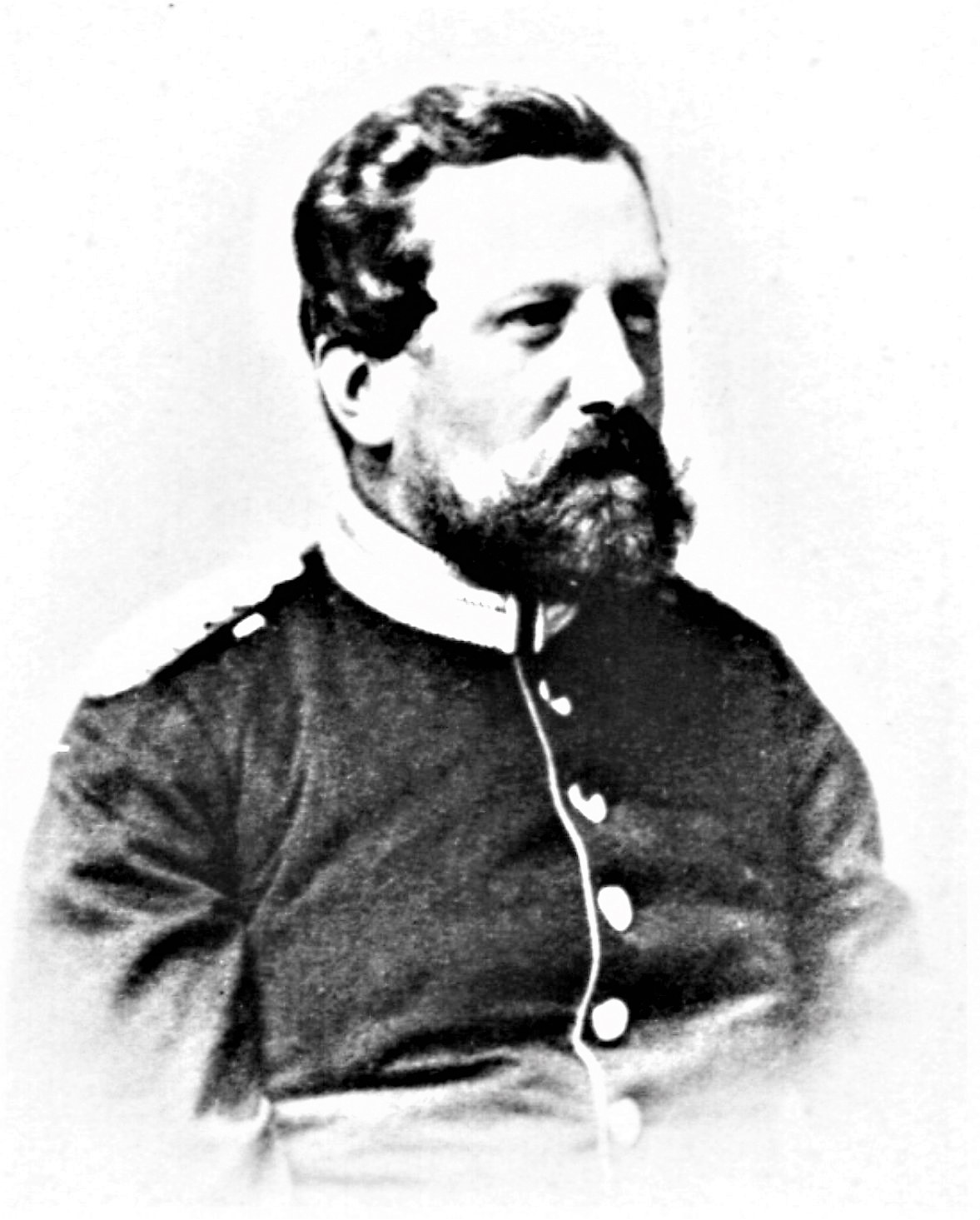
Julius von Verdy du Vernois

După războaiele germane de eliberare împotriva împăratului Napoleon I  și anul revoluționar din 1848, cimitirul a devenit din ce în ce mai mult un loc memorial al istoriei germano-prusace plină de evenimente. Aici au fost îngropați generali și alți ofițeri înalți decorați cu ordinele Crucea de Fier și Pour le Mérite. De la sfârșitul secolului al XIX-lea și-au găsit un loc în acest cimitir de asemenea persoane celebre fără legătură cu casa invalizilor.

### Secolul a XX-lea

#### 1901-1945
În timpul Primului Război Mondial, 119 de soldați uciși pe front sau muriți în spitalele din Berlin au fost îngropați în acest cimitir, mai ales în câmpul B, printre ei chiar și soldații simpli, dar în majoritate au fost reprezentați ofițerești de rang inferior și mijlociu. De asemenea, câțiva piloți de vânătoare căzuți în lupta aeriană au găsit un loc, astfel faimosul Manfred von Richthofen (1892-1918) (vezi imaginea mai jos). Unul dintre puținii ofițeri în rang de general care au fost îngropați aici în timpul războiului, a fost comandantul-șef al grupului de armată Kiev, mareșalul Hermann von Eichhorn (1848-1918) care a fost asasinat la Kiev în iulie 1918 (câmpul C) (vezi imaginea mai jos).

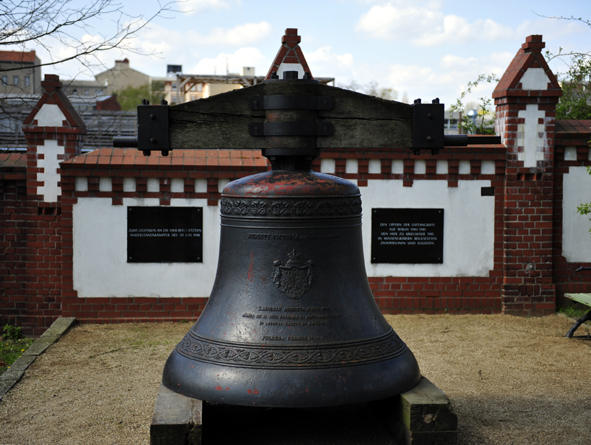
Clopotul Auguste

După războiul pierdut, casa invalizilor a pierdut din ce în ce mai mult importanță. Din ce în ce mai puțini foști soldați trăiau în ea, din ce în ce mai multe terenuri au trebuit să fie vândute. Pentru a îndeplini cerințele Tratatului de la Versailles, casa invalizilor a fost declarată o fundație, care nu a mai stat sub scutul armatei, ci a acționat sub autoritatea diferitelor ministere din Republica de la Weimar. Dar la un moment dat, activele fundației nu au mai fost suficiente pentru a acoperi costurile actuale de întreținere a instituției, astfel taxele mărite pentru mormintele în cimitir au devenit o sursă de venit din ce în ce mai importantă. Legătura dintre locul de înmormântare în acest cimitir și atașamentele directe sau familiale ale decedatului către casa invalizilor și parohia evanghelică a continuat să scadă. După 1936, „Fundația Invalidenhaus” a trebuit să renunțe la locul său tradițional în Scharnhorststraße (StradaScharnhorst) în favoarea Wehrmacht și să se mute la Berlin-Frohnau, dar a rămas în posesia ei. După sfârșitul celui de Al Doilea Război Mondial, fundația a fost dizolvată.

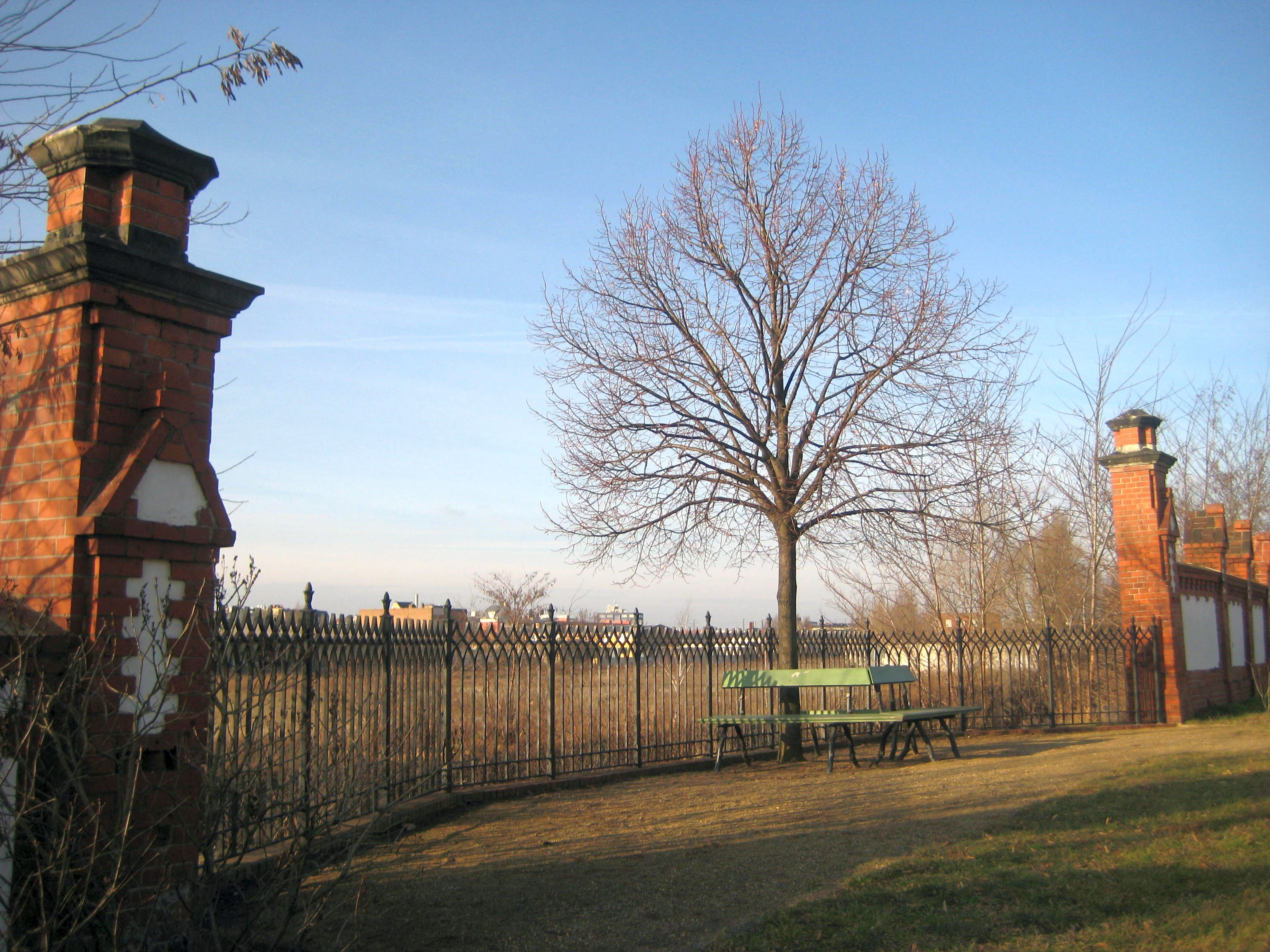
Zid și gard restaurat, noul tei regal

În timpul Socialismului Național, au existat idei să se mute cele mai importante morminte și osemintele într-o criptă boltită gigantică care avea să poartă numele „sala de soldați”, iar în perioada planificării transformării Berlinului în „Capitala Mondială Germania" de către inspectorul general de construcție al capitalei Albert Speer (1905-1981), cimitirul a fi fost chiar pus la dispoziție. Decursul celui de Al Doilea Război Mondial a împiedicat însă aceste acțiuni. Liderul Reichsicherheithaptamt Reinhard Heydrich (1904-1942) și ministrul pentru armament și muniție Fritz Todt (1892-1942) au fost îngropați aici după o ceremonie pompoasă precum și unii dintre ofițerii executați, cauzat încercării de asasinare eșuată asupra lui Hitler la 20 iulie 1944, ca de exemplu Wilhelm Staehle (1877-1945), colonel și ultimul șef al casei de invalizi. Cele aproximativ 30 de morminte soldățești din perioada 1939-1945 păstrate în cimitir, de obicei ținute forte simplu, documentează bine întreaga perioadă a războiului.

#### 1946 până în prezent

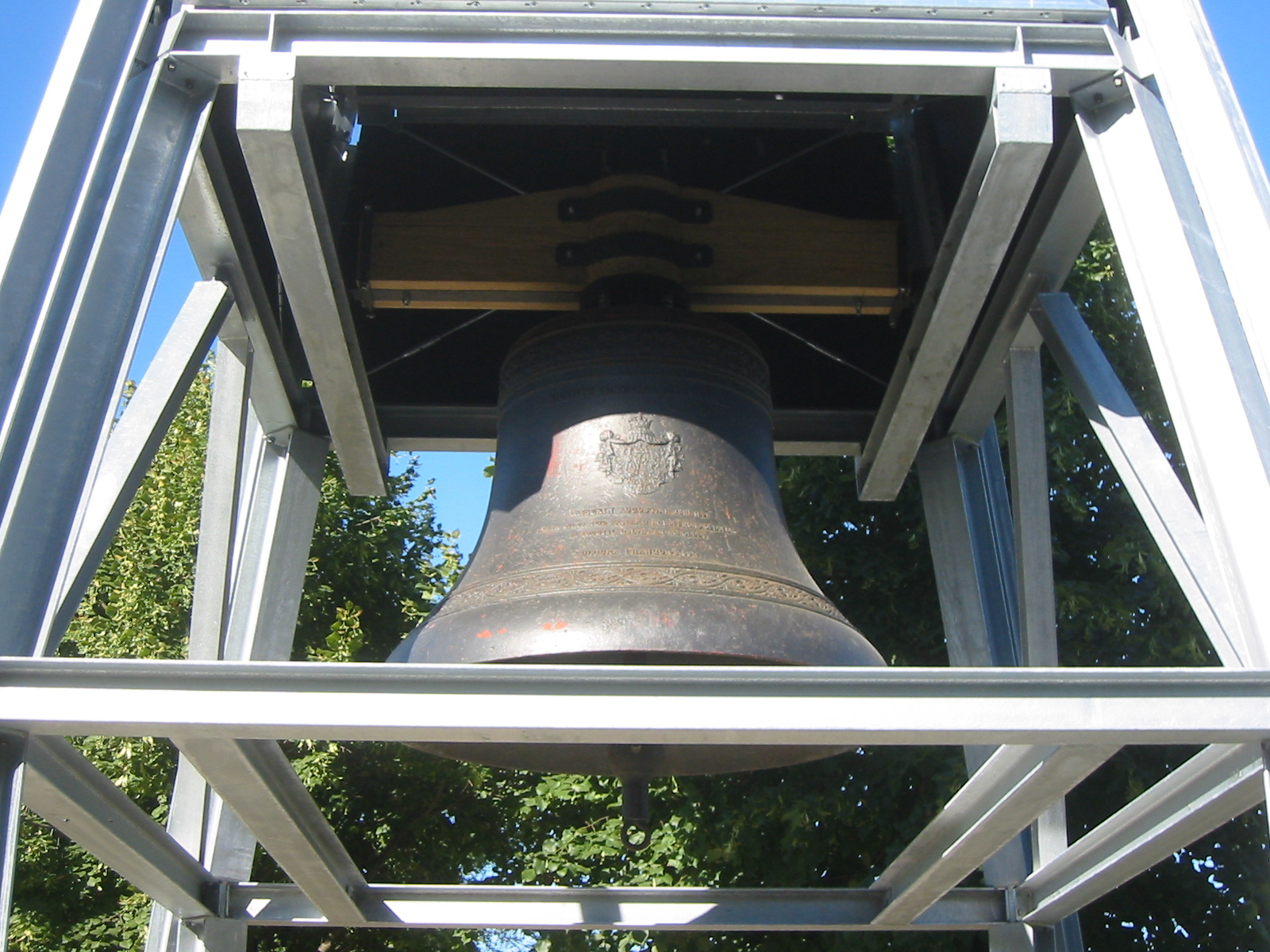
Clopotnița nouă cu clopot

În 1950, pe timpul RDG, cimitirul a intrat în administrația districtului Berlin-Centru. La 1 mai 1951, autoritățile municipale au decis să nu se mai permită înmormântări în continuare și s-a început cu îndepărtarea și nivelarea locurilor de mormânt expirate (pentru adulți înainte de 1926 și pentru copii sub 12 ani înainte de 1936) sau dărăpănate, fiind înlocuite de peluze. În câteva puține cazuri individuale, soților l-i sa permis să continue să fie îngropați în mormintele familiale existente, chiar până după 1961.
Distrugerea propriu-zisă a Cimitirul Invalizilor a început cu construirea Zidul Berlinului, la ordinul lui Nikita Sergheevici Hrușciovși Walter Ulbricht în 1961. Din noiembrie 1961 au existat de asemenea restricții privind intrarea în cimitir. Vizitatorii trebuiau să depună cereri de obținere a permiselor la administrația cimitirului. Cu cât mai mult se dezvoltau fortificațiile de frontieră, cu atât a crescut distrugerea pe cimitir. Astfel se trăgea „banda de moarte” prin terenul câmpurilor E, F și G. În 1967, aproximativ o treime din cimitir a fost nivelat, inclusiv morminte care se aflau în spatele zonei de excludere, multe pietre funerare au fost de-alocate, deplasate anonim sau distruse. în nord de câmpurile A și B s-a instalat un garaj cu 40 de locuri de parcare (1971). Chiar și faimosul tei Königslinde („teiul regelui”), plantat de Frederic al II-lea, despre care se spune că domnitorul s-ar fi odihnit sub el la vizite a casei invalizilor, a fost doborât. Cererile sporadice ale conservatorilor nu au putut să prevaleze asupra cerințelor forțelor de securitate de frontieră pentru privirea generală a terenului și libertatea de tras foc.
După reunificarea Germaniei, în 1990, a fost lansat mai întâi un program de reținere și reconstrucție. Mai departe ansamblul a fost declarat patrimoniu cultural național. Scopul declarat a fost, de a se apropia de aspectul original, fără a nega distrugerea a secolului al XX-lea. În 1992 s-a constituit o asociație de promovare pentru cimitir. Drumurile principale, au fost pavate din nou cu pietriș maroniu în anii 1992/1993 și 2000. În plus, unele drumuri laterale au fost restaurate, în special în domeniul C. Căile atunci au fost căptușite din nou cu copaci de tei, parcelele mormintelor nivelate în timpul regimului comunist, au fost plantate cu peluze noi, zidul cimitirului a fost reconstruit în forma originală, iar în zona mijlocie liberă a fost plantat un nou „tei regal”. De asemenea a fost păstrată o bucată din „Zidului Berlinului” care fusese tras prin cimitir. În februarie 2011, după revenirea din Bochum, singurul clopot rămas al fostei biserici evanghelice Gnadenkirche, parohia originară a casei invalizilor, numit Glocke Auguste (din 1829), a primit un loc de onoare în cimitir. (În 2013, clopotul a fost atârnat din nou într-o clopotniță construită special pentru el.) Până la mijlocul anului 2012, 124 de morminte au putut fi restaurate și amplasate la locul lor original (de exemplu cele ale lui Hermann von Boyen, generalilor Pirch sau Scharnhorst, vezi imaginile mai jos), reconstruite (de exemplu cele ale lui Hans von Beseler, Manfred von Richthofen, Hans von Seeckt sau Julius von Verdy du Vernois, vezi imaginile mai jos) sau prevăzute cu o piatră de restituire.
În prezent (2018), cimitirul reprezintă pe o suprafață de 2,54 ha și cu aproximativ 230 de morminte indicate un loc memorial și parc de odihnă.

## Persoane cunoscute înmormântate acolo (mică selecție)
| - Curt Heinrich Gottlieb von Arnim (1735-1800), colonel, șef al casei de invalizi, decorat cu înaltul ordin Pour le Mérite - Friedrich von Baudissin (1852-1921), amiral și adjutant de aripă al împăratului Wilhelm al II-lea al Germaniei - Ernst von Below (1863-1955), general de infanterie german - Hermann von Boyen (1771-1848), feldmareșal ]prusac - Leopold Hermann von Boyen (1811-1886), general de infanterie și guvernator al Fortăreței Mainz - Karl von Bülow (1846-1921), feldmareșal german în Primul Război Mondial - August Heinrich von Brandt (1789-1868), general de infanterie și scriitor militar prusac - Rudolph Otto von Budritzki (1812-1876), general de infanterie - Curt von Dewitz (1871-1929), general de infanterie german și inspector al artileriei - Georg Christoph von Daembke (1719-1775), locotenent-colonel, al 2-lea șef al casei de invalizi - Michael Ludwig von Diezelsky 1708-1779), colonel, al 3-lea șef al casei de invalizi, decorat cu înaltul ordin Pour le Mérite - Friedrich zu Dohna-Schlobitten (1784-1859), feldmareșal prusac - Magnus von Eberhardt (1855-1939), general de infanterie german - Therese Elssler (baroneasă de Barnim) (1808-1878), dansatoare germană, căsătorită cu prințul Adalbert al Prusiei - Hermann von Eichhorn (1848-1918), feldmareșal german în Primul Război Mondial - Werner von Fritsch (1880-1939), general-colonel, șef al Oberkommando des Heeres - Carl Eduard von Hänisch (1829-1908), general de cavalerie prusac - August Hiller von Gaertringen (1772-1856), general de infanterie prusac - Josias von Heeringen (1850-1926), general-colonel și ministru de război german - Reinhard Heydrich (1904-1942), Obergruppenführer SS, general de poliție, șef RSHA - Gustav Eduard von Hindersin, (1804-1872), general de infanterie prusac - Max Hoffmann (1869-1927) general în Primul Război Mondial - Friedrich August von Holstein (1837-1909), diplomat german, eminență gri a politicii germane externe - Rudolf von Horn (1866-1934), general de artilerie german în Primul Război Mondial - Hans-Valentin Hube (1890-1944), general de tancuri german - Hans von Kaltenborn-Stachau (1836-1898), general de infanterie și ministru de război prusac - Gustav Friedrich von Kessel (1760-1827), general-locotenent prusac, șef al casei de invalizi - Karl Leopold von Köckritz (1744-1821), general-locotenent prusac, șef al corpului de vânători cavalerești - Helmuth von Moltke (1848-1916), general-colonel, sef al Marelui Stat Major - Karl Rudolf von Ollech (1811-1884), general de infanterie și scriitor de istorie militară prusac - Alexander von Pape (1813-1895), general-colonel, guvernator de Berlin | - Georg Dubislav Ludwig von Pirch (1763-1838), general-locotenent prusac, guvernator al Fortăreței Kolberg - Otto Karl Lorenz von Pirch (1765-1824), general-locotenent prusac, director șef al școlii de război și al corpului de cadeți - Maximilian von Prittwitz und Gaffron (1848 in Bernstadt; † 29. März 1917), general-colonel, șef al armatei VIII germane în Primul Război Mondial - Alfred Bonaventura von Rauch (1824-1900), general de cavalerie prusac - Johann Justus Georg Gustav von Rauch (1774-1841), general-locotenent și ministru de război prusac - Walter von Reichenau (1884-1942), feldmareșal german, șef Grupul de Armate Sud - Otto Ernst von Reineck (1729-1791), general-maior prusac - Karl von Reyher (1786-1857), general de cavalerie, ministru de război și șef al Statului Major General - Manfred von Richthofen (1892-1918), pilot de elită german și tactician briliant al luptelor aeriene din Primul Război Mondial - Friedrich Wilhelm von Rohdich 1719-1796), general de infanterie prusac, ministru secret de stat și de război - Gerhard von Scharnhorst (1755-1813), general-locotenent, ministru de război, reformator militar prusac - Wilhelm von Scharnhorst 1786 in Hannover; † 13. Juni 1854), general de infanterie și guvernator al Fortăreței Rastatt - Friedrich von Schele (1847-1904), general de infanterie german și guvernator al Africii Orientale Germane - Alfred von Schlieffen (1833-1913), feldmareșal și șef al Statului Major General care a elaborat Planul Schlieffen - Hans von Seeckt (1866-1936), general-colonel ministru al Reichswehr - Rudolf Schmundt (1896-1944), general de infanterie, adjutant șef al lui Adolf Hitler - Ludwig von Schröder (1854-1933), amiral german în Primul Război Mondial - Christian Konrad Sprengel (1750-1816), botanist, teolog - August von Stockhausen (1793-1861), general-locotenent și ministru de război prusac - Bogislav Friedrich Emanuel Graf Tauentzien von Wittenberg (1760-1824), general de infanterie prusac - Fritz Todt (1891-1942), inginer, inspector general pentru toate străzile, SA-Obergruppenführer, ministru de armament - Ernst Udet (1896-1941), as al aviației germane din Primul Război Mondial, mai târziu general-colonel - Julius von Verdy du Vernois (1832-1910), general de infanterie și ministru de război prusac - Wilhelm von Wickede (1830-1895), viceamiral german - Karl Georg Gustav von Willisen (1819 in Breslau; † 24. Juli 1886), general de infanterie prusac și guvernator de Berlin - Hans Karl von Winterfeldt (1707-1757), general-locotenent și prieten strâns al regelui Frederic al II-lea - Ferdinand von Witzleben (1800-1859), general-locotenent prusac și comandor al diviziei 12 - Gerhard August von Witzleben (1808-1880), general de infanterie și scriitor militar prusac - Job Wilhelm von Witzleben (1783-1837), general-locotenent și ministru de război prusac - Ludwig Freiherr von Wolzogen (1773-1845), ofițer din Regatul Württemberg, apoi general de infanterie și diplomat prusac - Heinrich Adolf von Zastrow (1801-1875), general de infanterie prusac |

## Morminte în imagini
- Morminte din secolul XVIII:

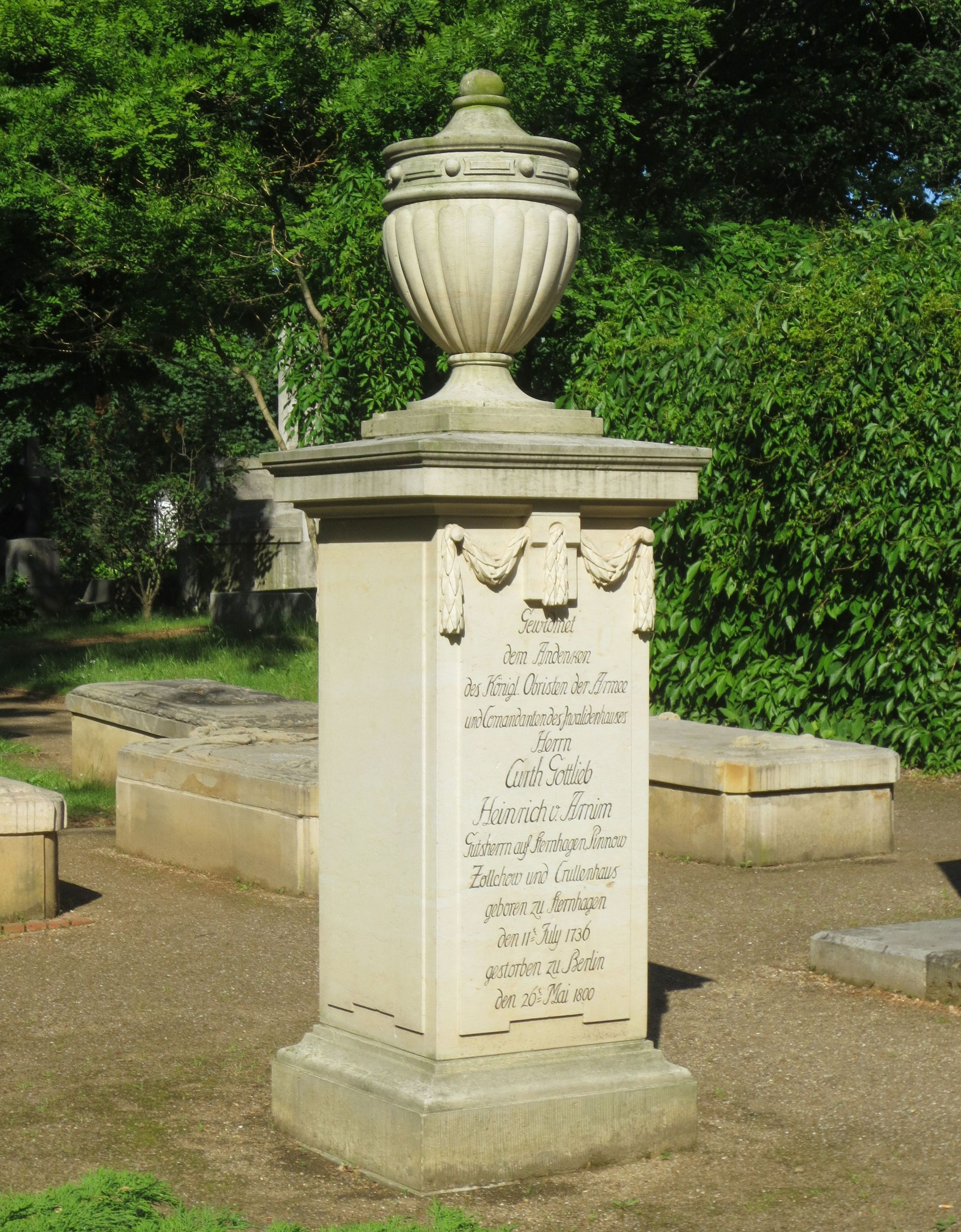
Mormântul Curt Gottlieb Heinrich von Arnim, 1800
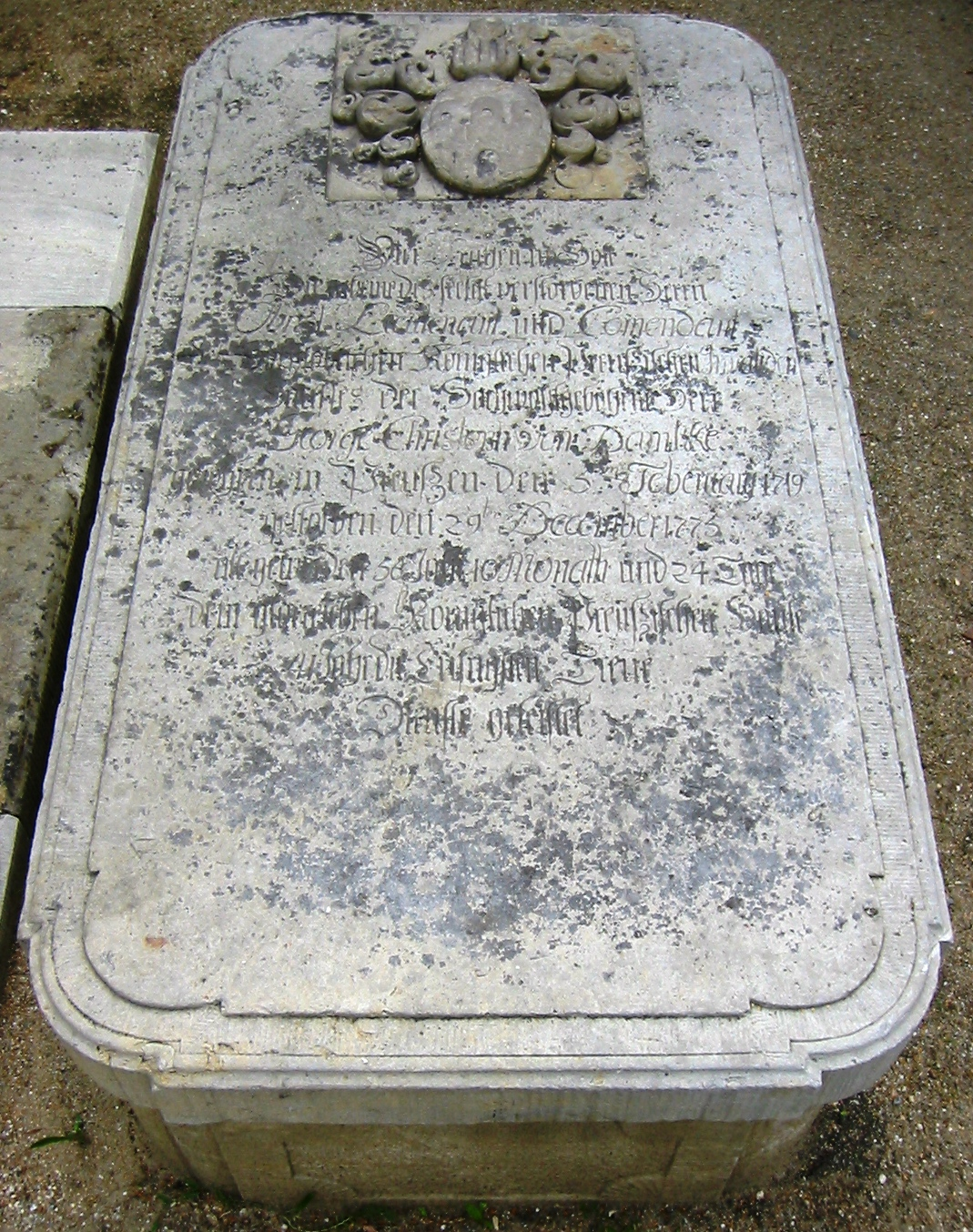
Mormântul Georg Christoph von Daembke, 1775
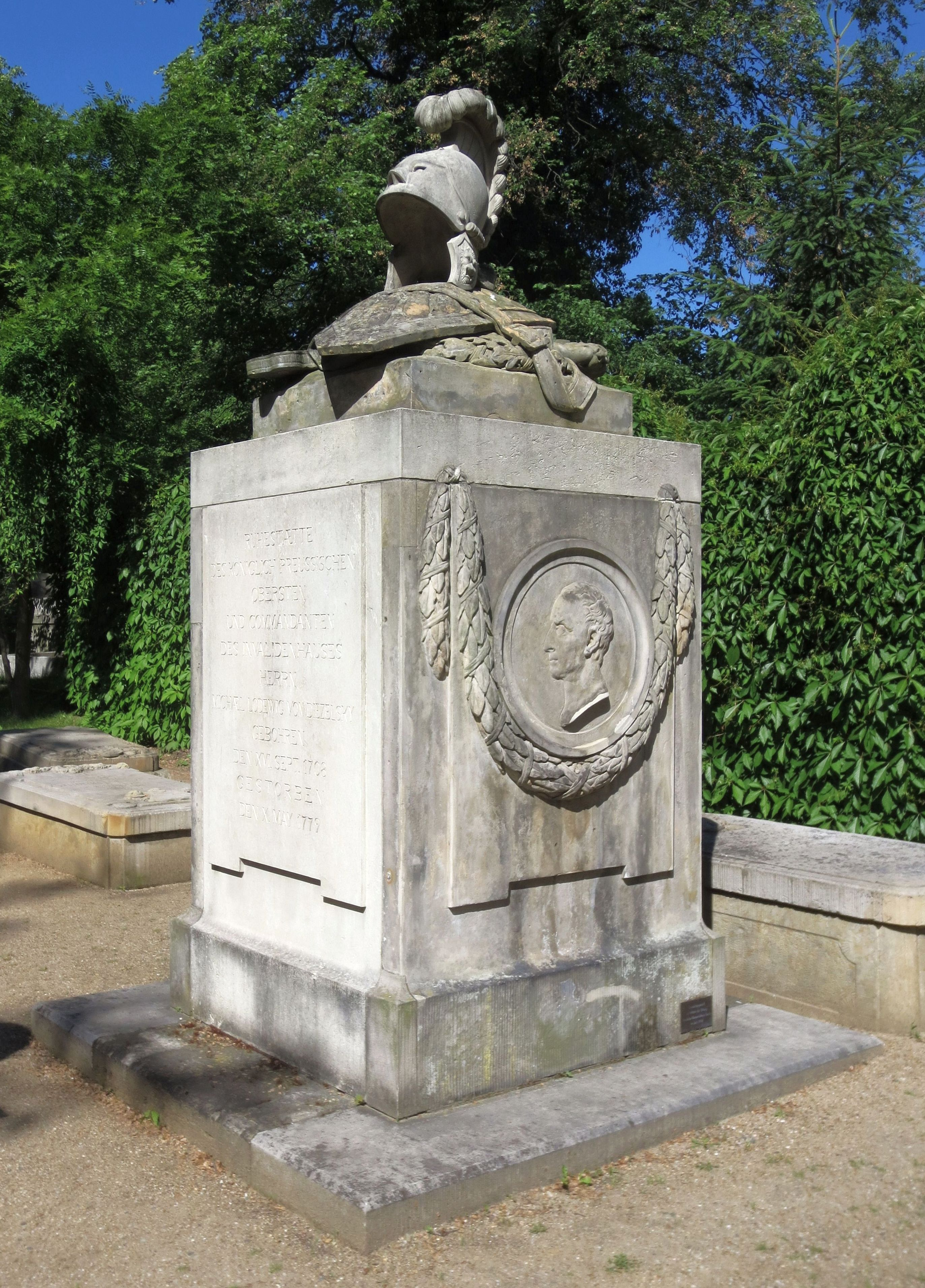
Mormântul Michael Ludwig von Diezelsky Diezelsky, 1779
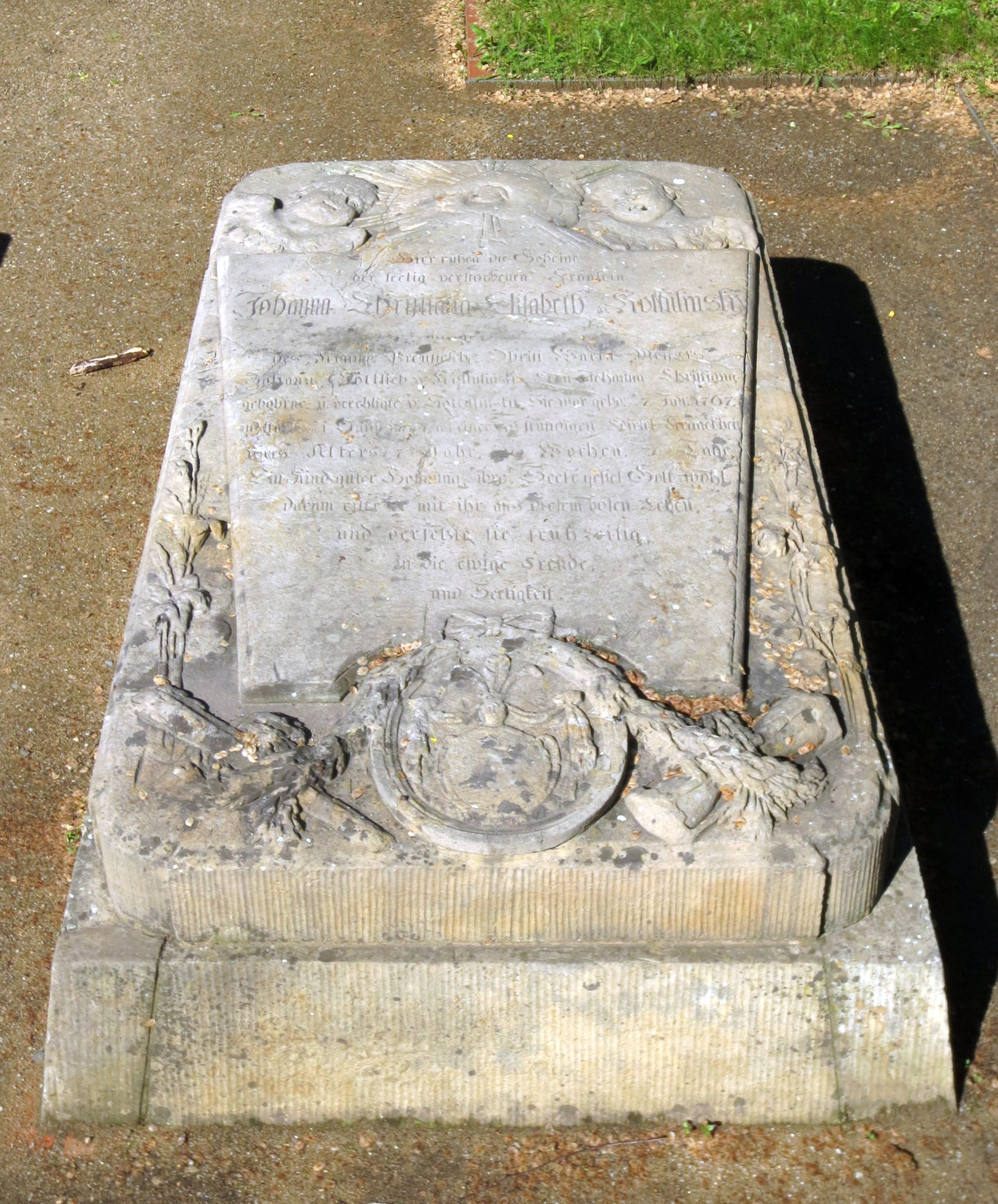
Mormântul Elisabeth von Kottulinsky, 1774
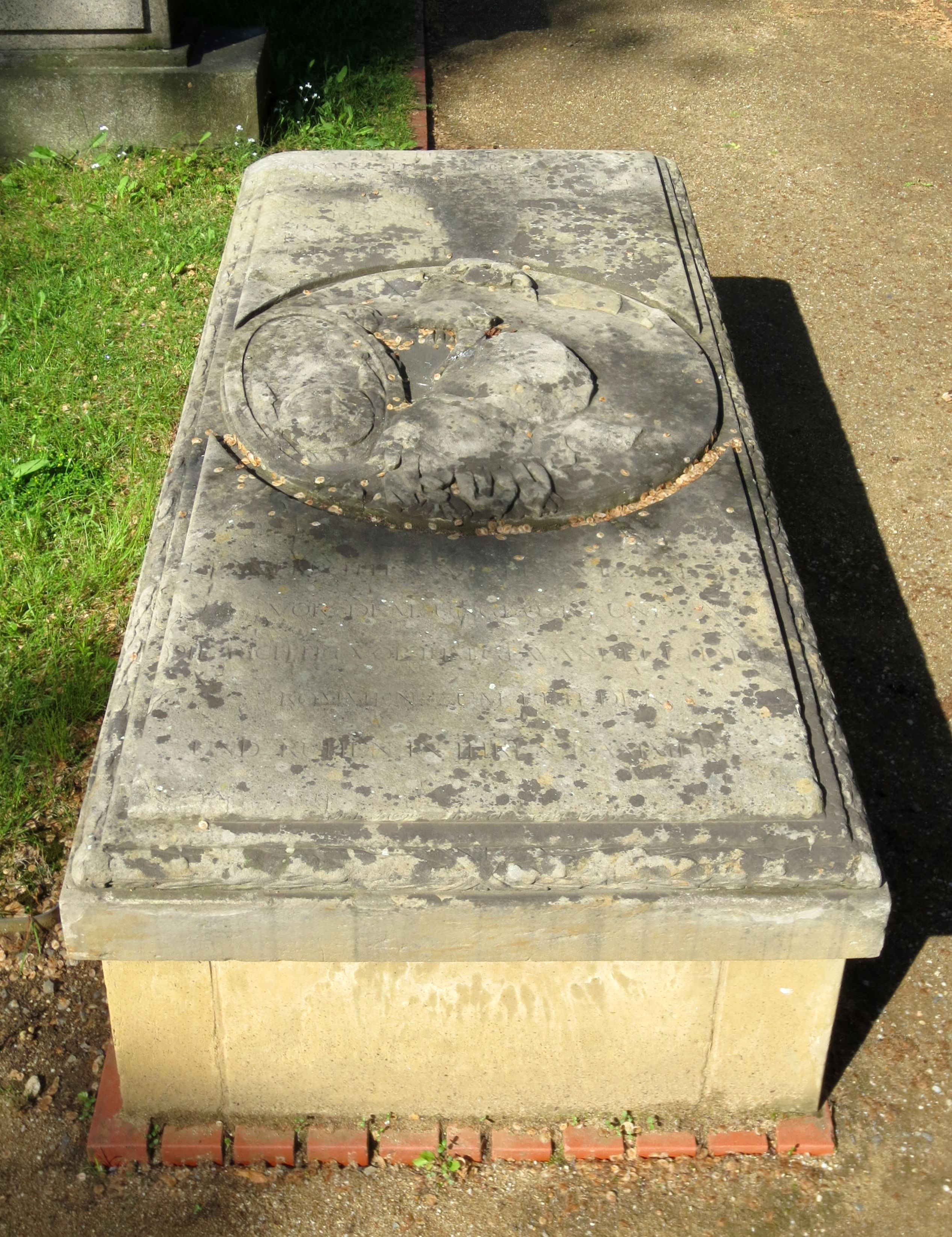
Mormântul Grab Johann Gottlieb von Kottulinsky, 1780
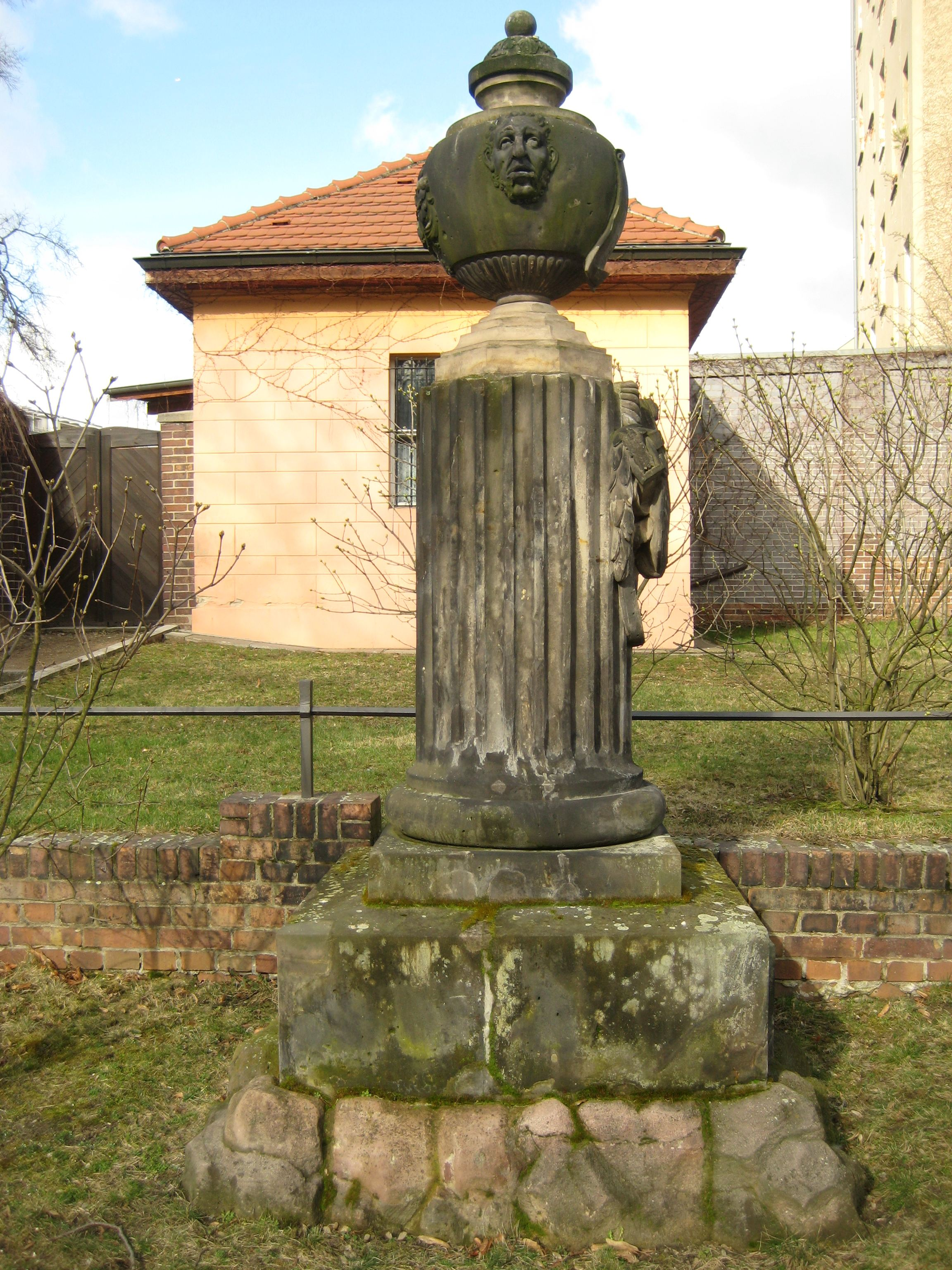
Mormântul Ernst Otto von Reineck, 1791
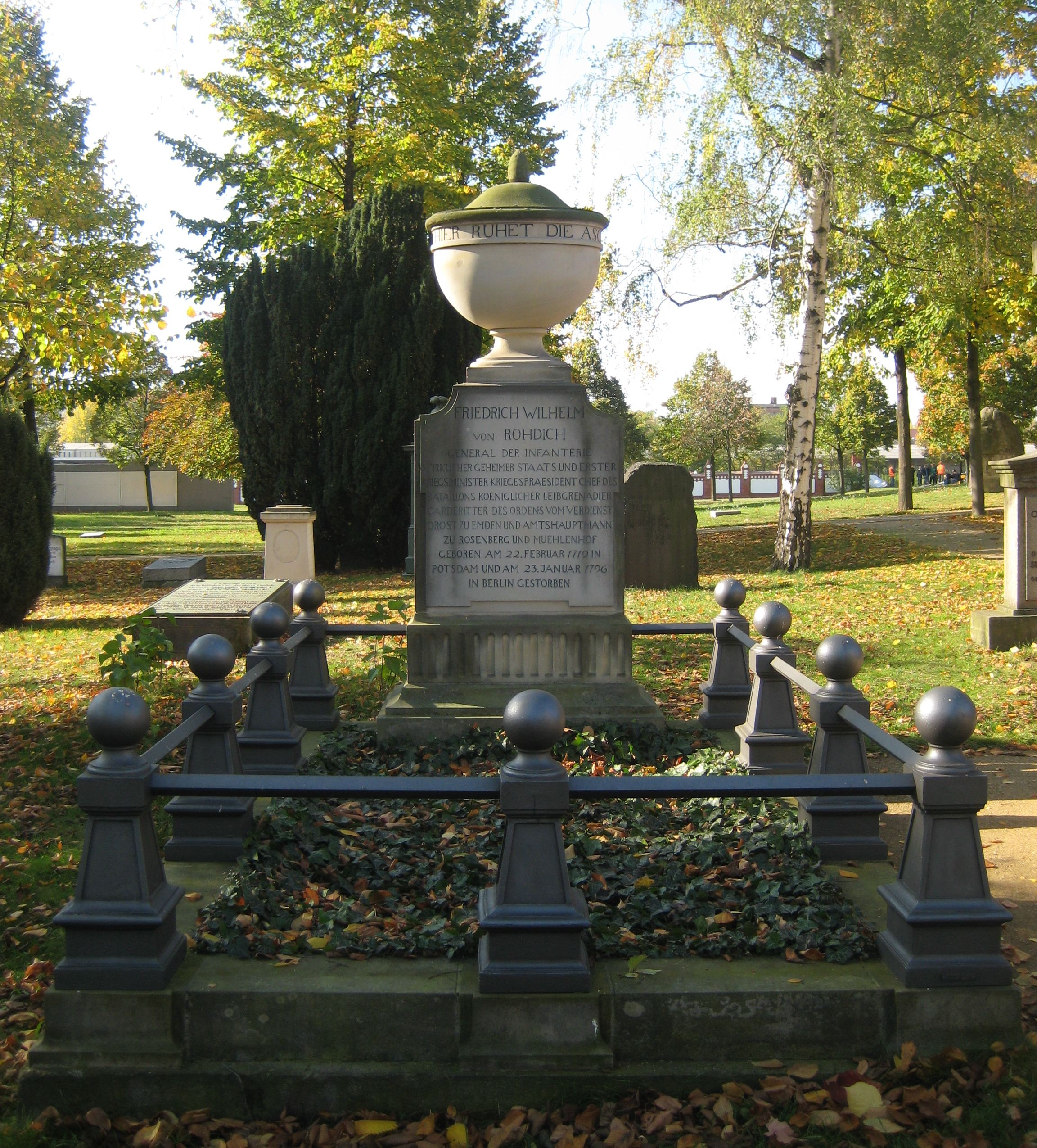
Mormântul Friedrich Wilhelm von Rohdich, 1796
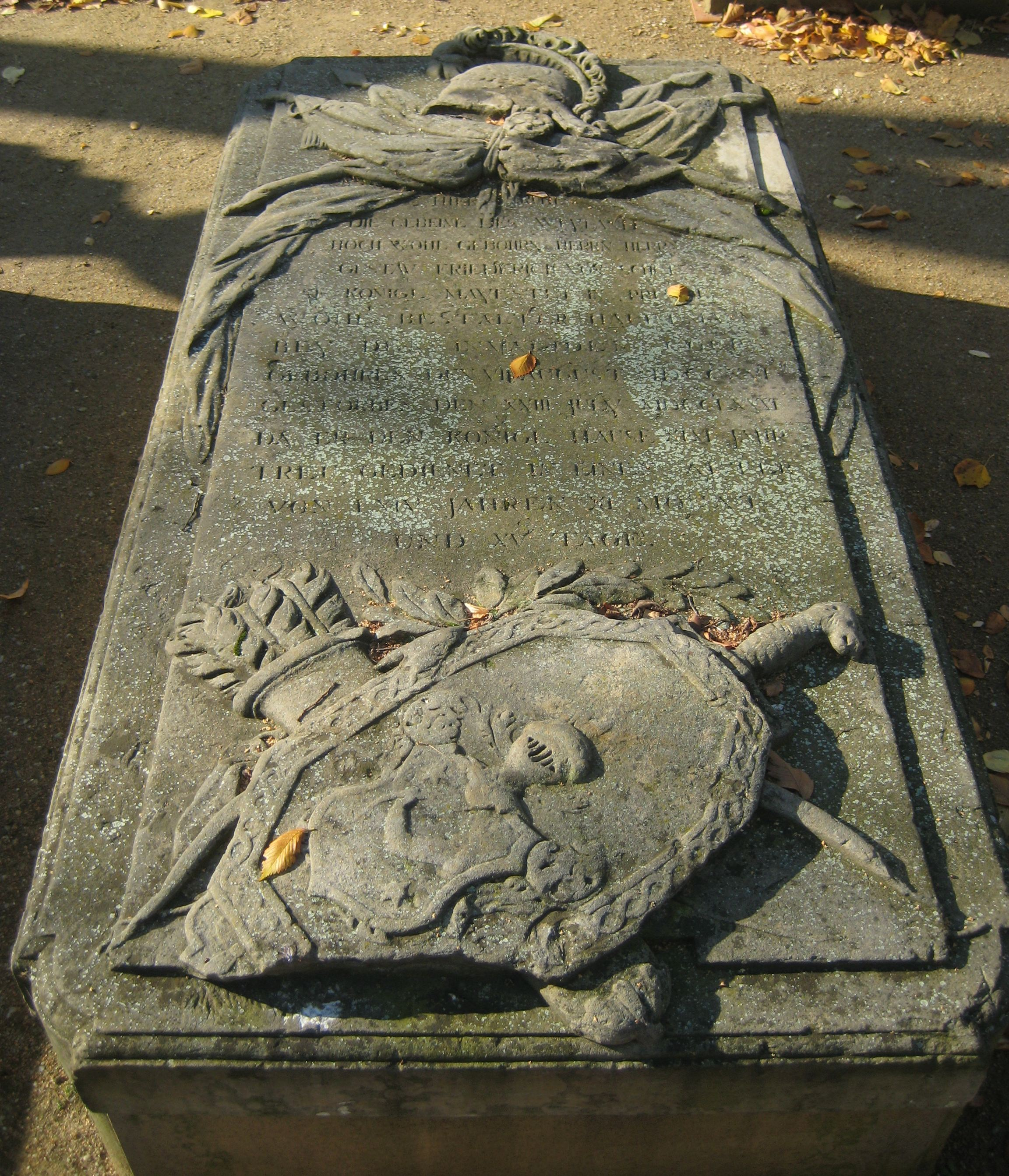
Mormântul Gustav Friedrich von Schuetz, 1781

- Morminte din secolul XIX:

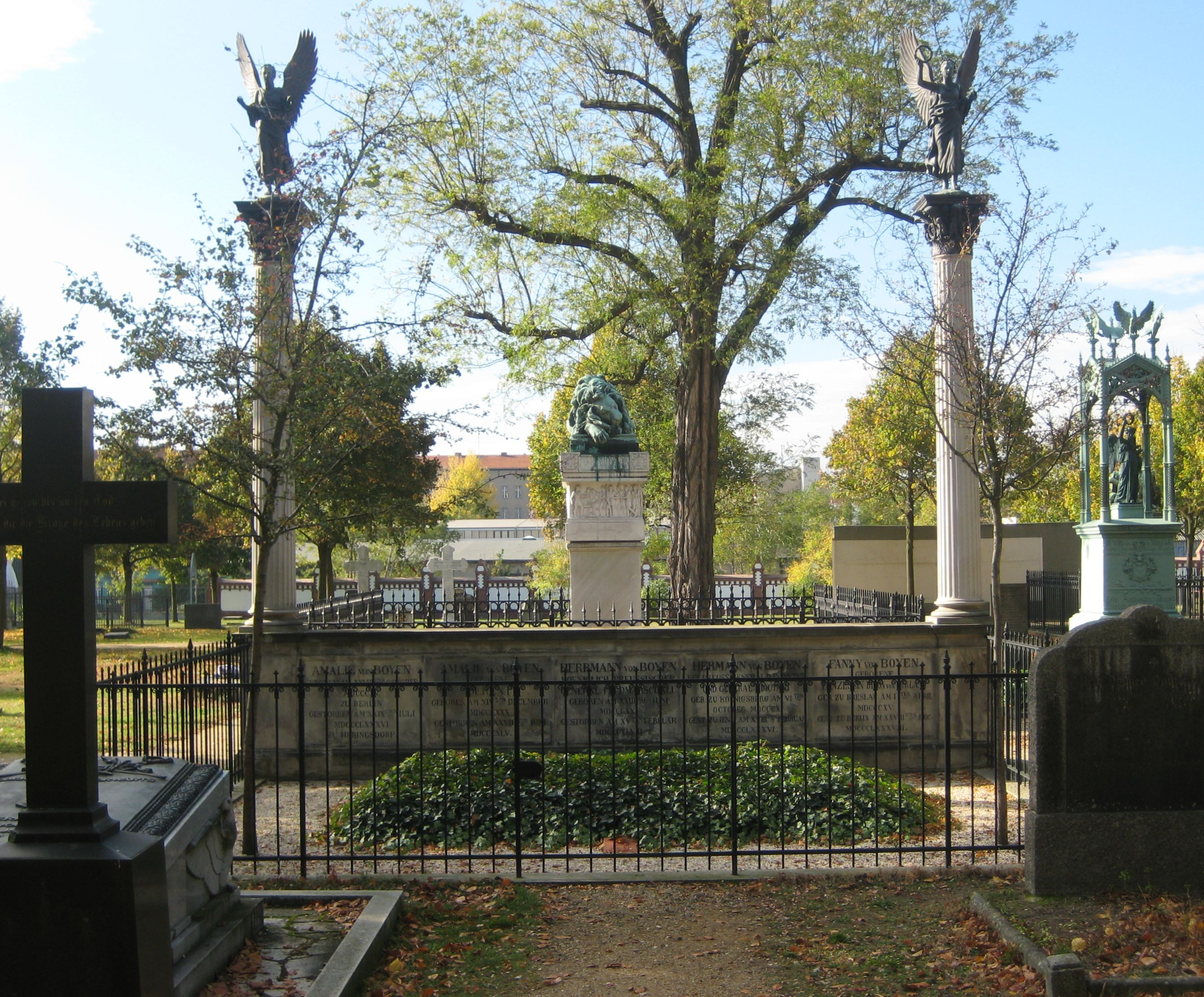
Mormântul Hermann von Boyen, 1848
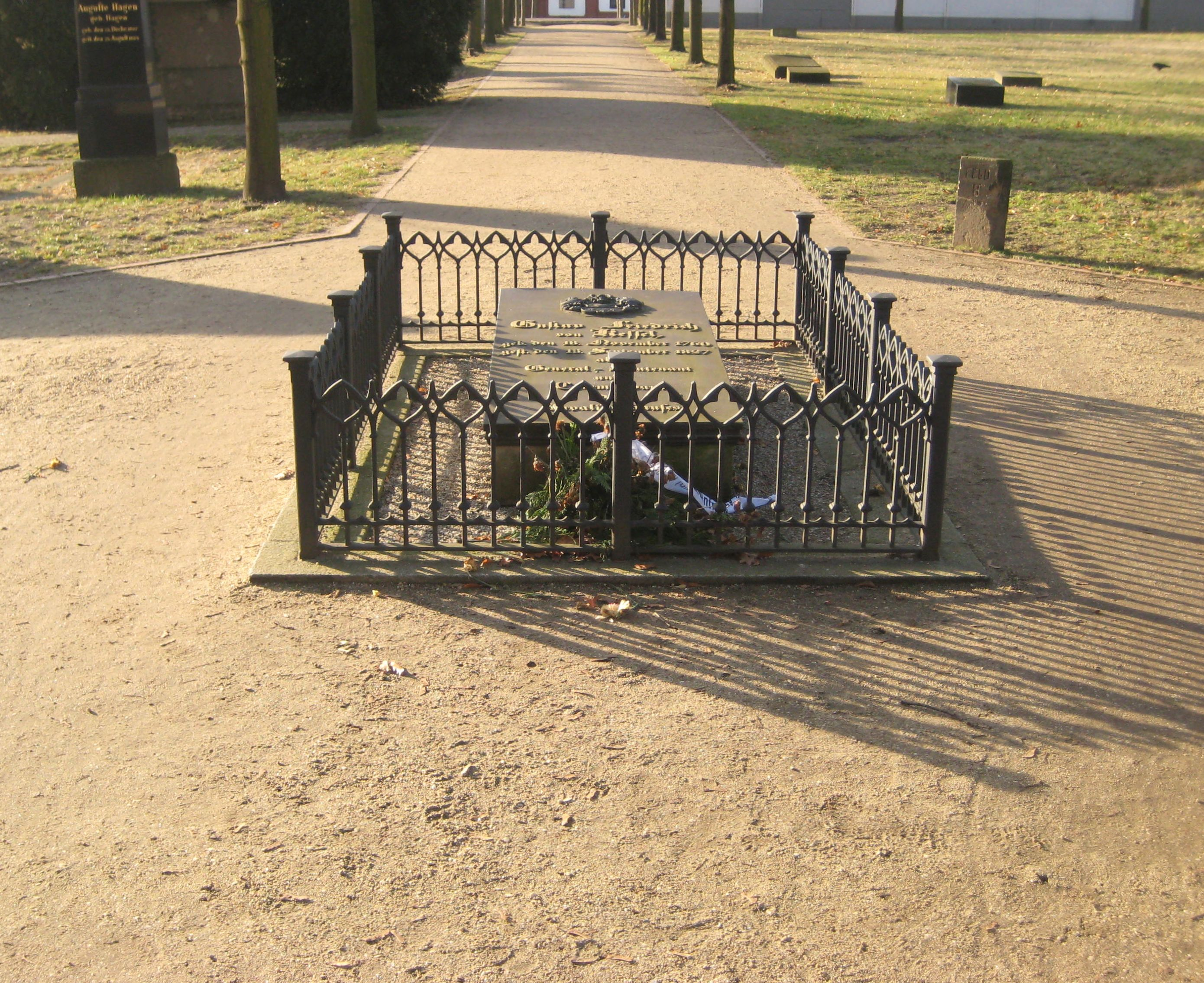
Mormântul Gustav Friedrich von Kessel, 1827
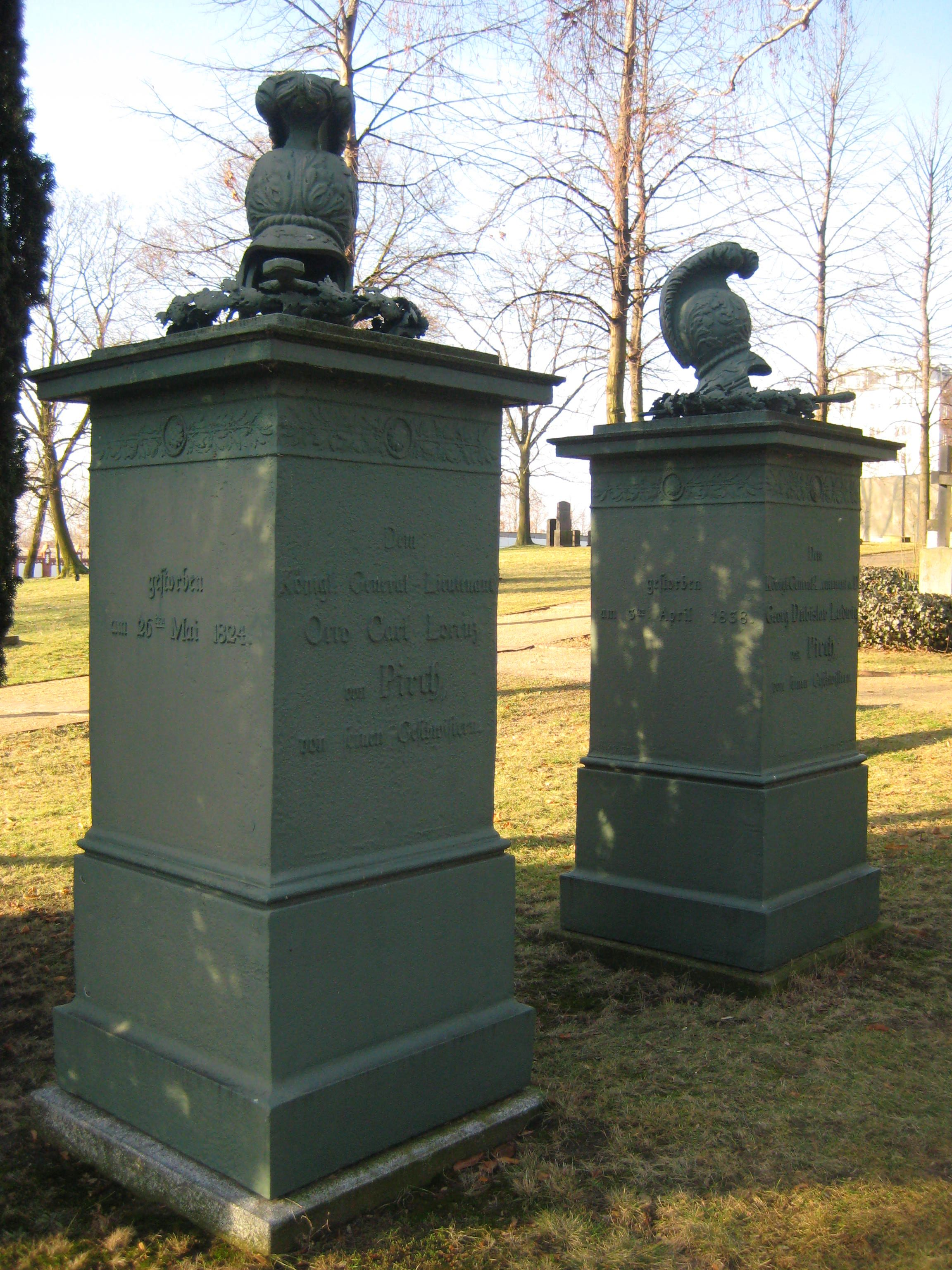
Mormintele fraților generali Pirch, 1824 și 1838
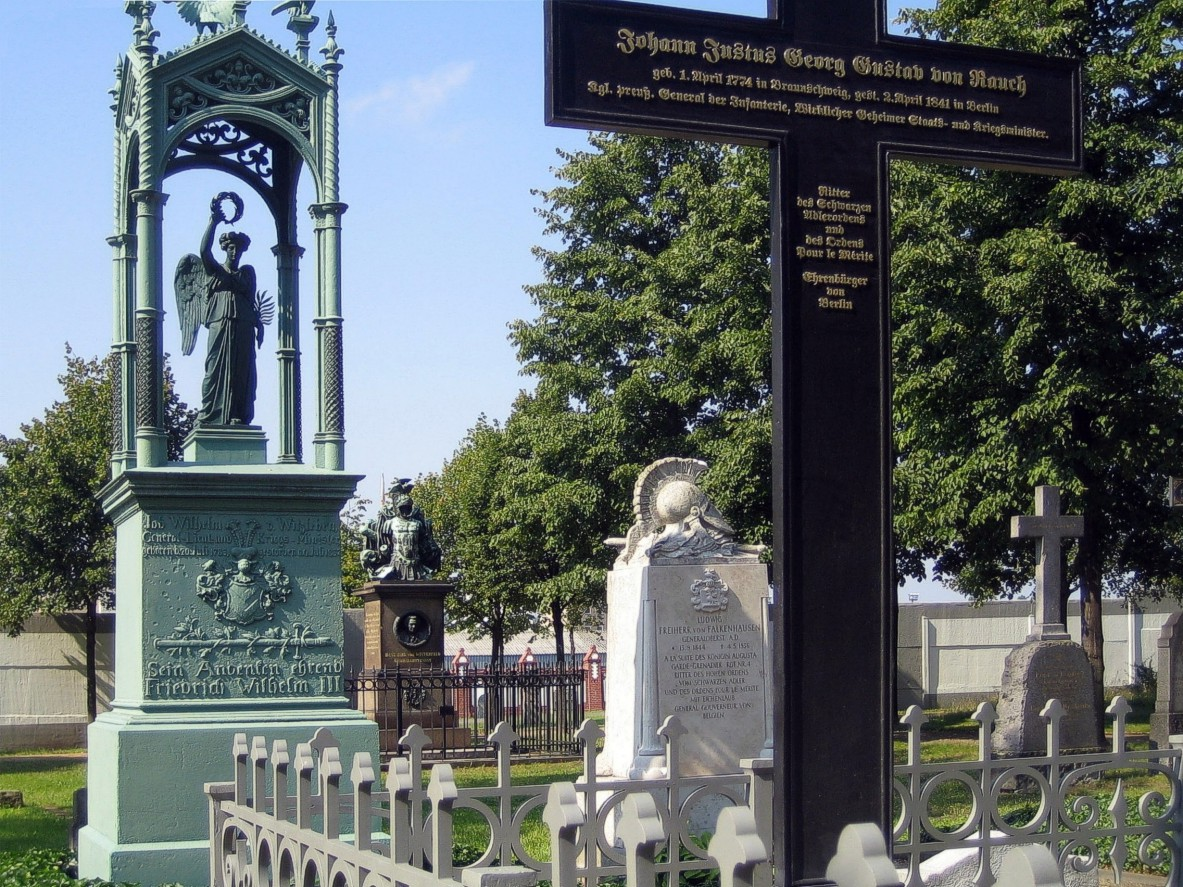
MormântulJohann Justus Georg Gustav von Rauch, 1841
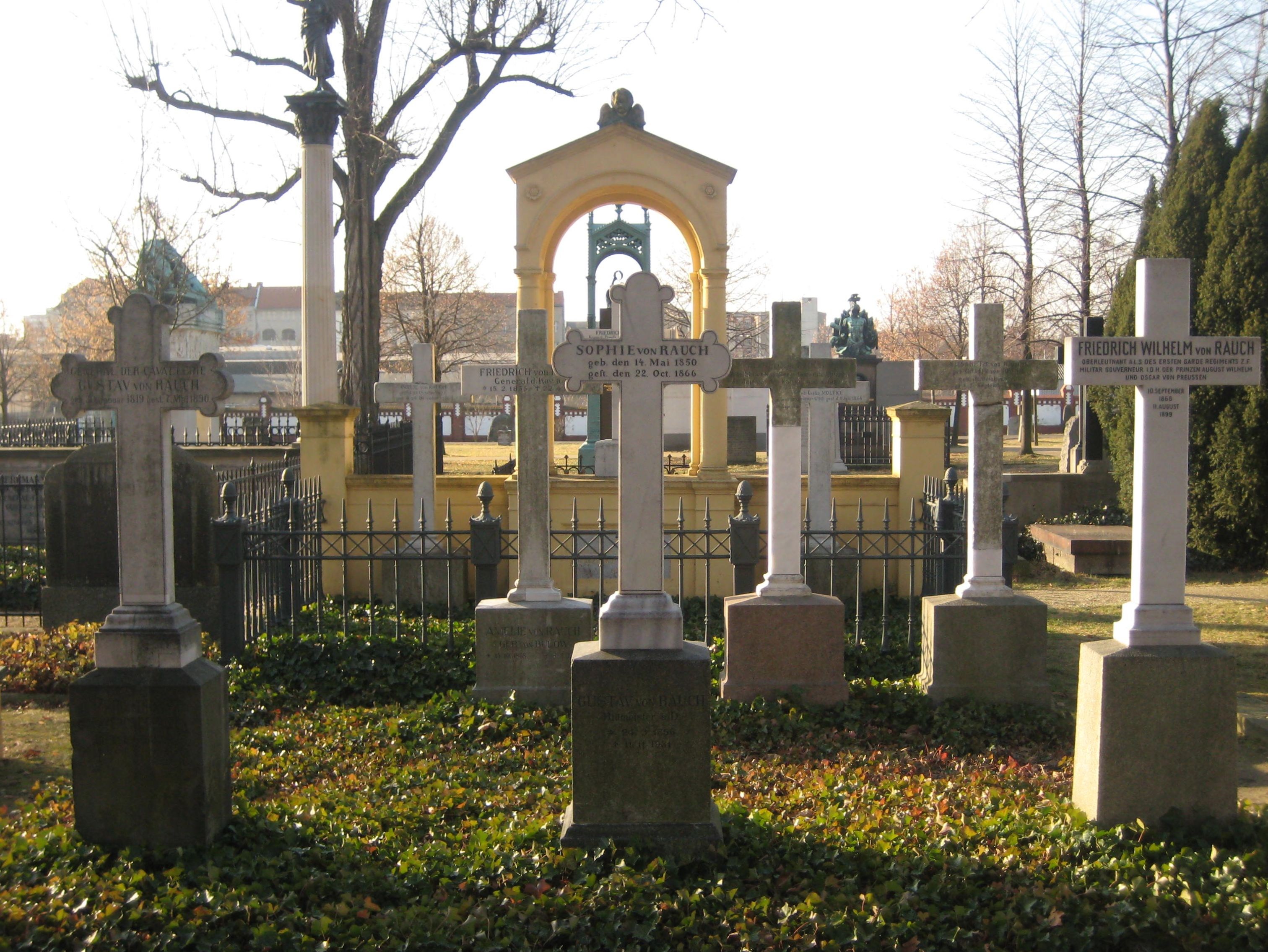
Mormintele familiei von Rauch, 1900
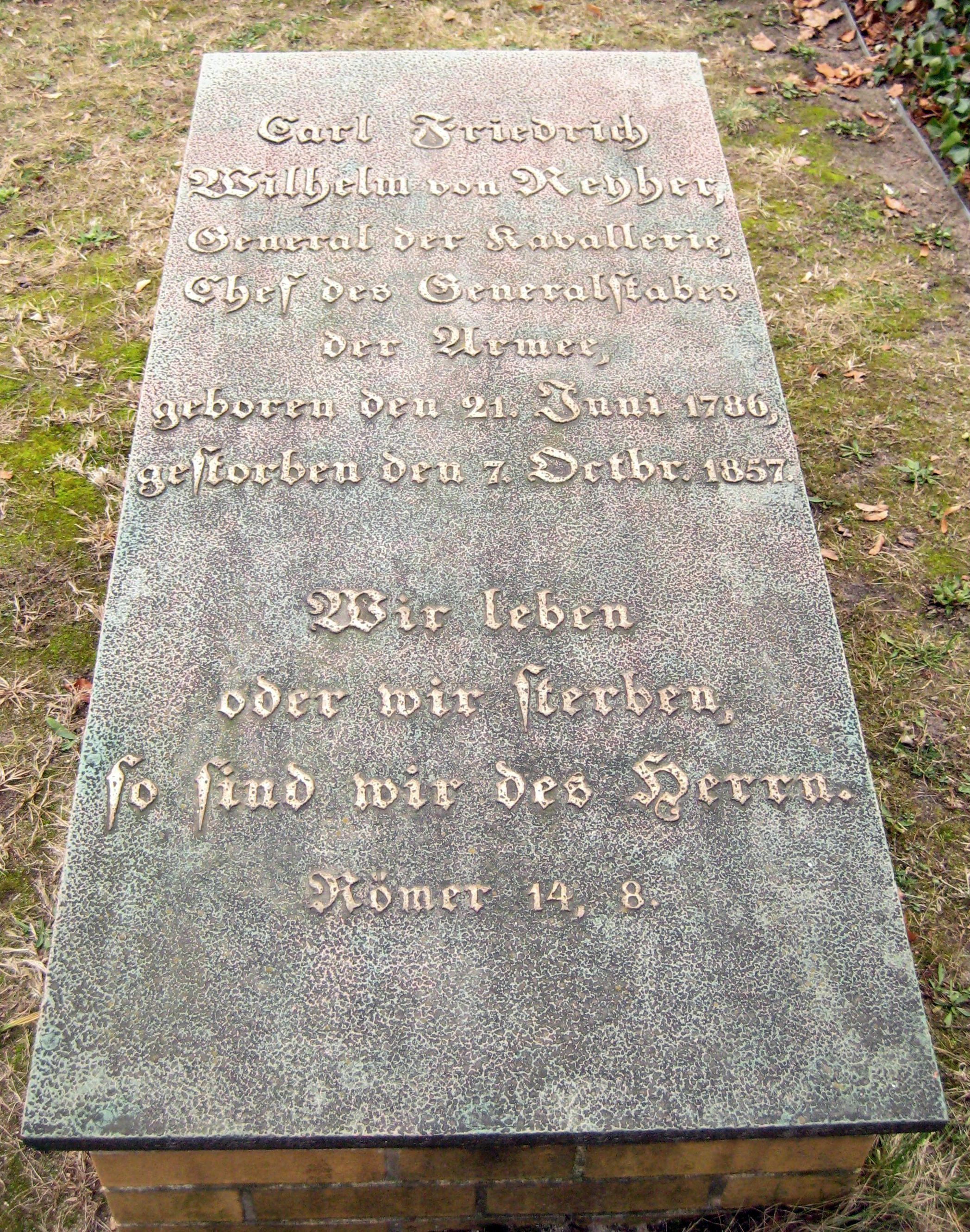
Mormântul Karl von Reyher, 1857
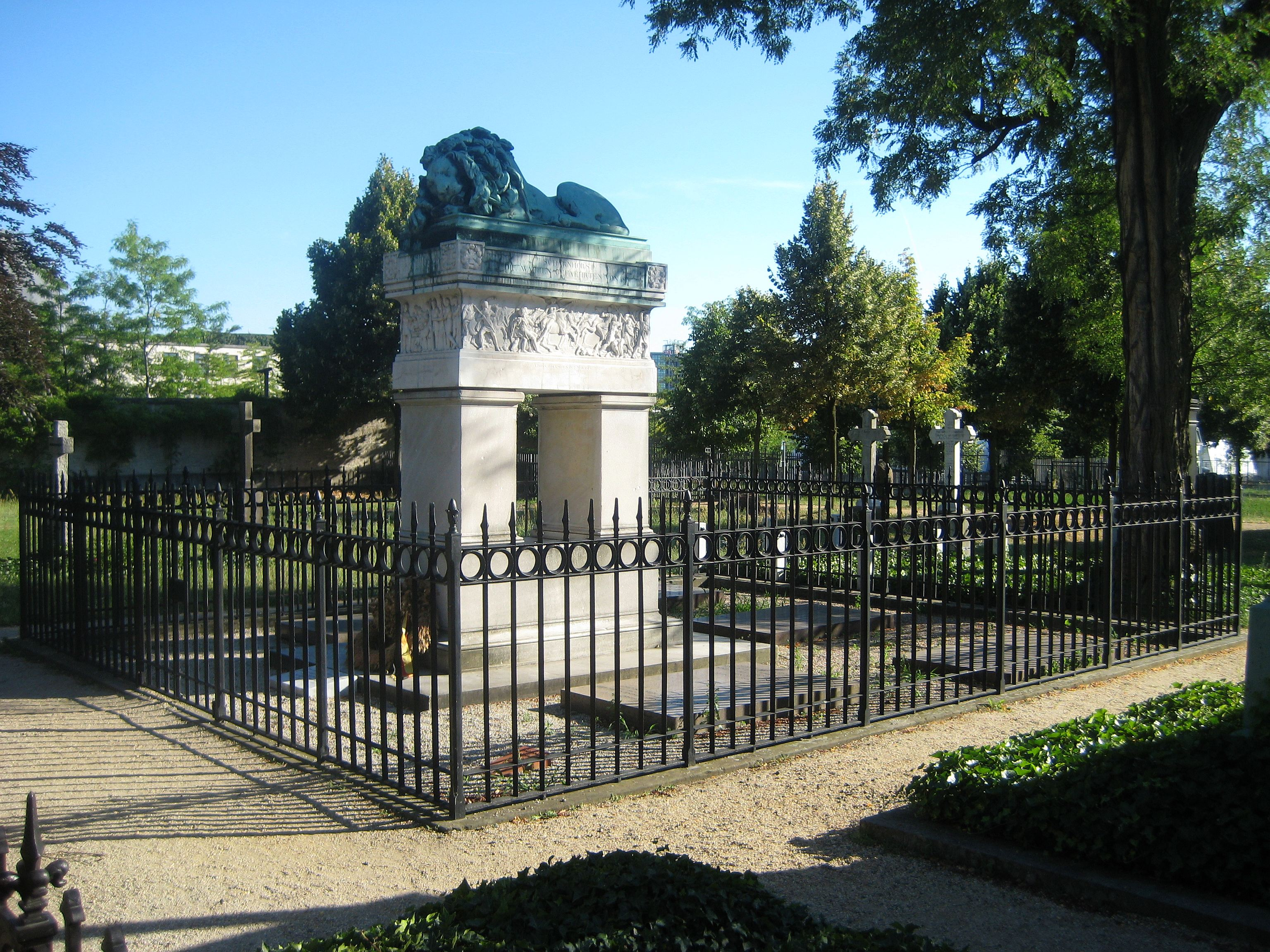
Mormântul generalilor Scharnhorst, 1834/1854
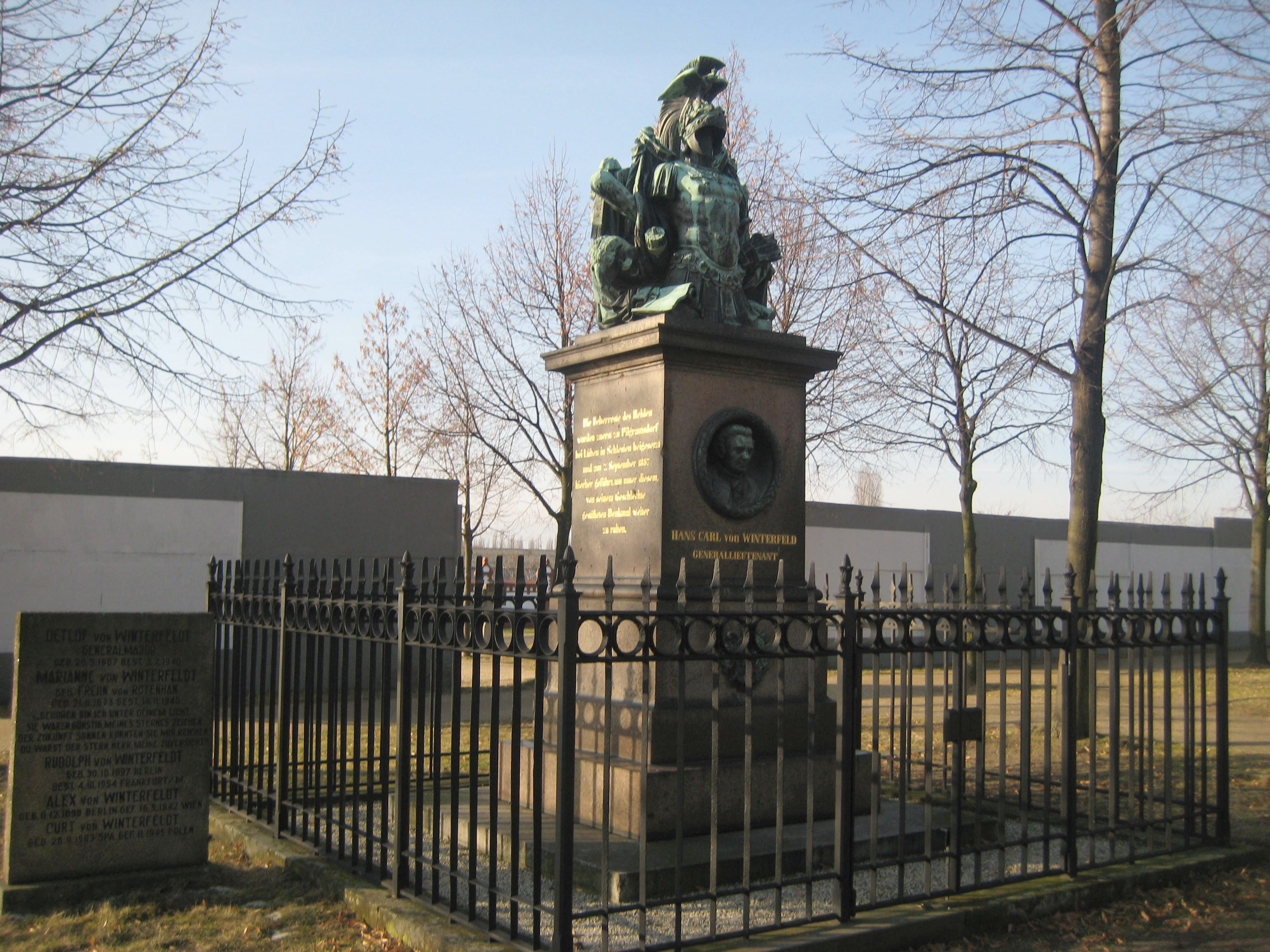
Mormântul Hans Karl von Winterfeld din 1857
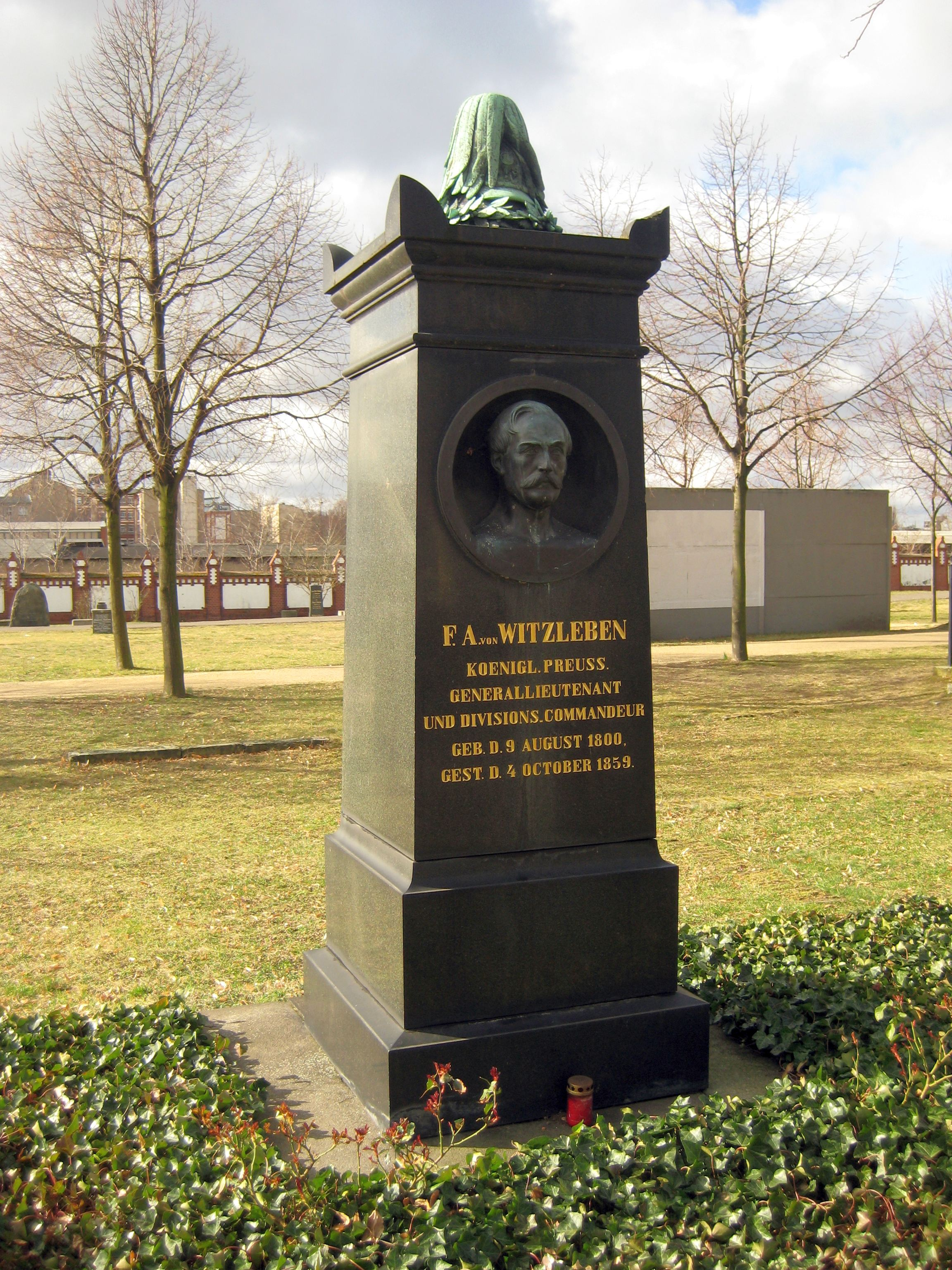
Mormântul Ferdinand von Witzleben, 1859
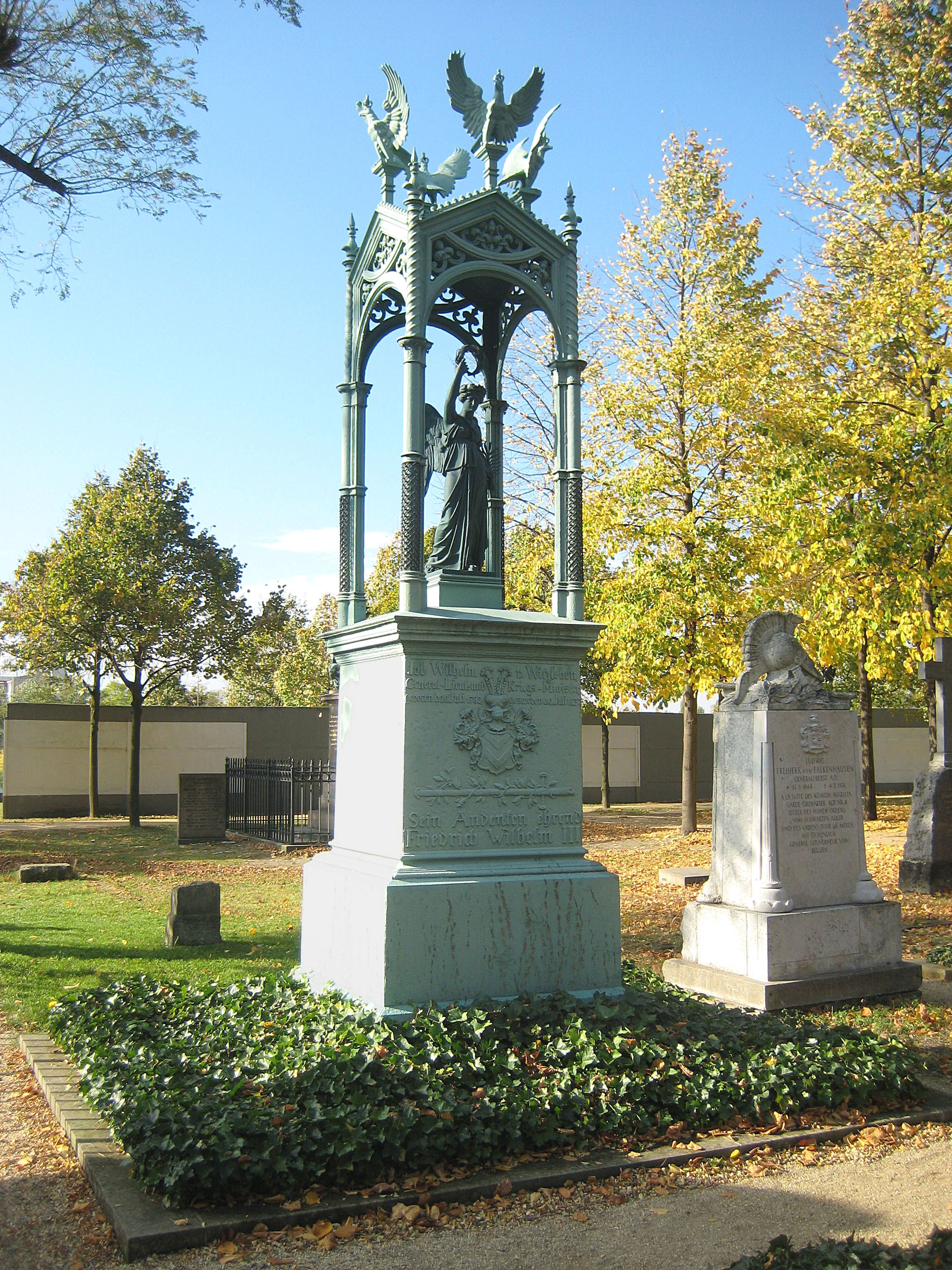
Mormântul Job von Witzleben, 1837

- Morminte din secolul XX:

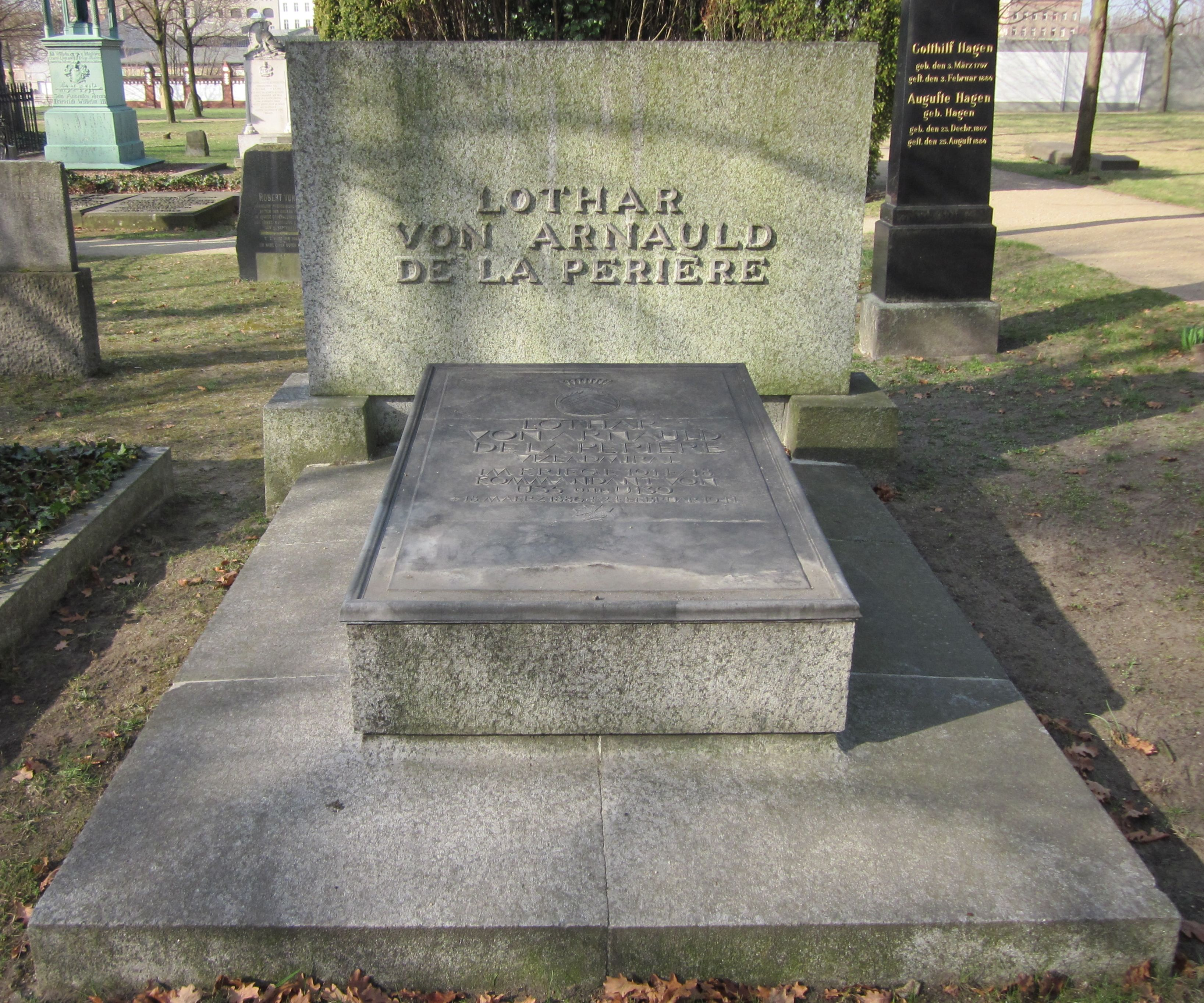
Mormântul Lothar von Arnauld de la Perière, 1941
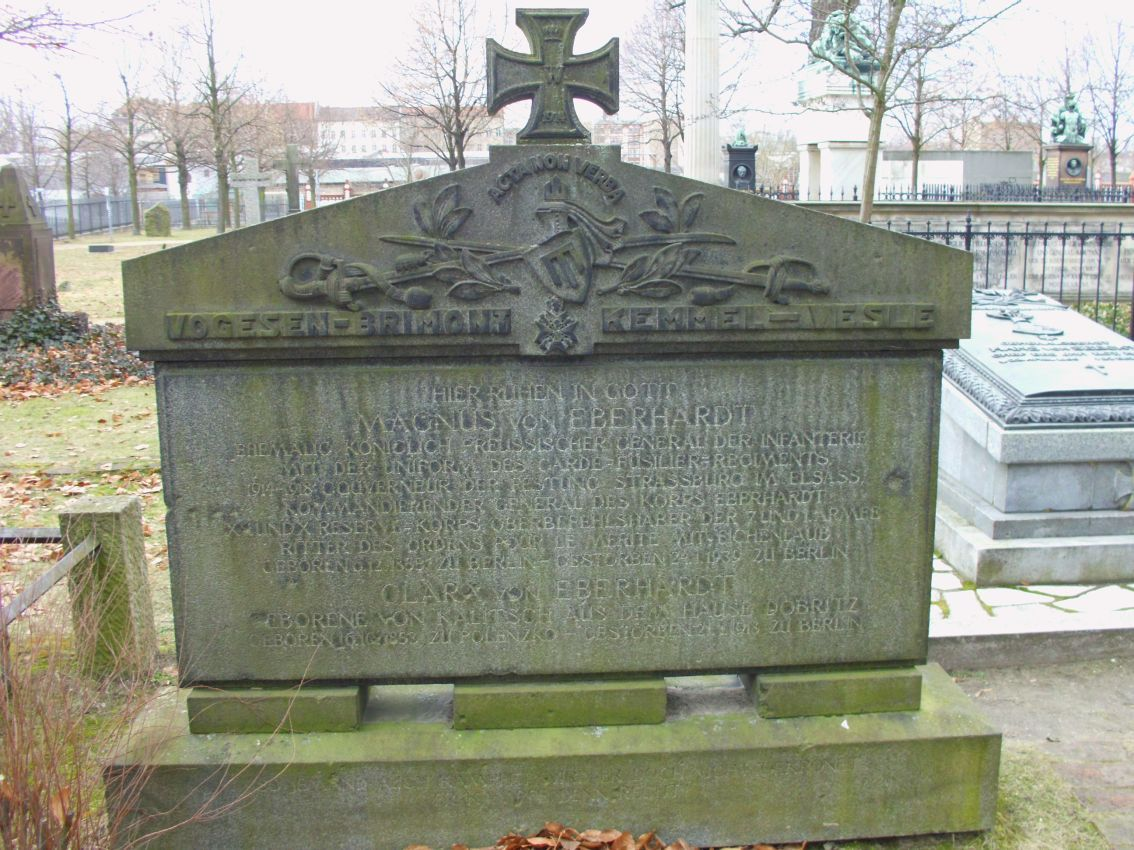
Mormântul Magnus von Eberhardt, 1939
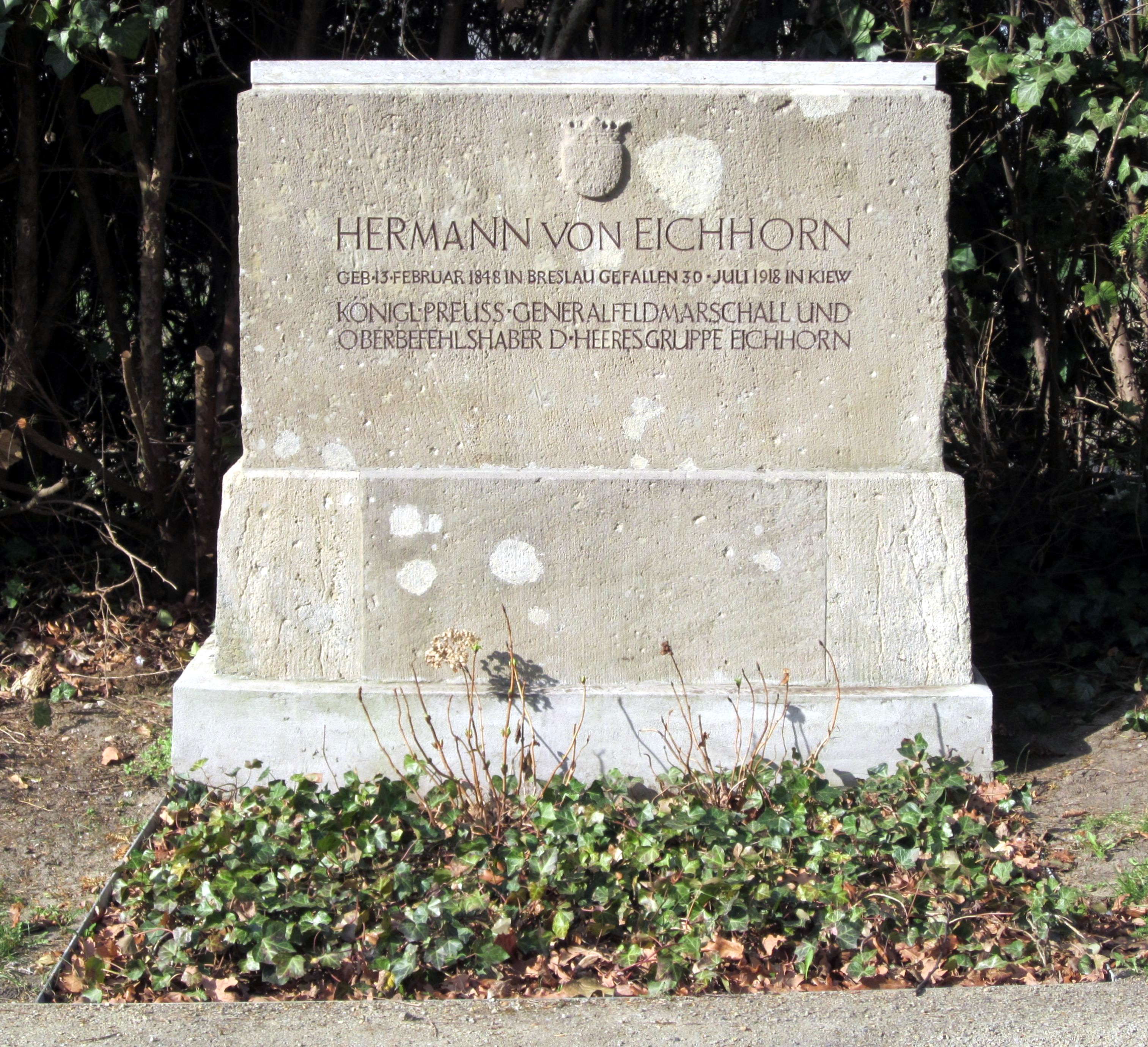
Mormântul Hermann von Eichhorn, 1918
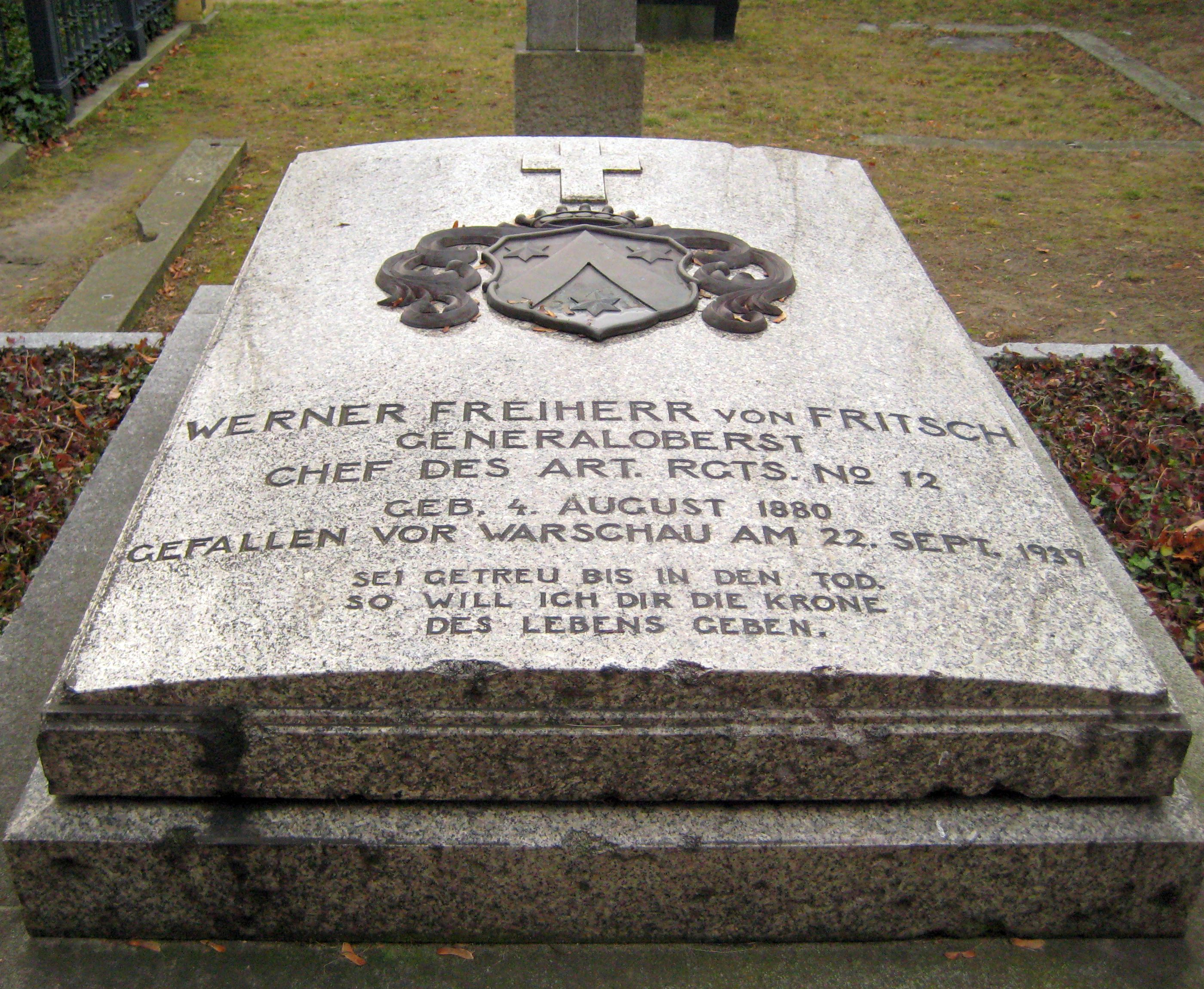
Mormântul Werner von Fritsch, 1939
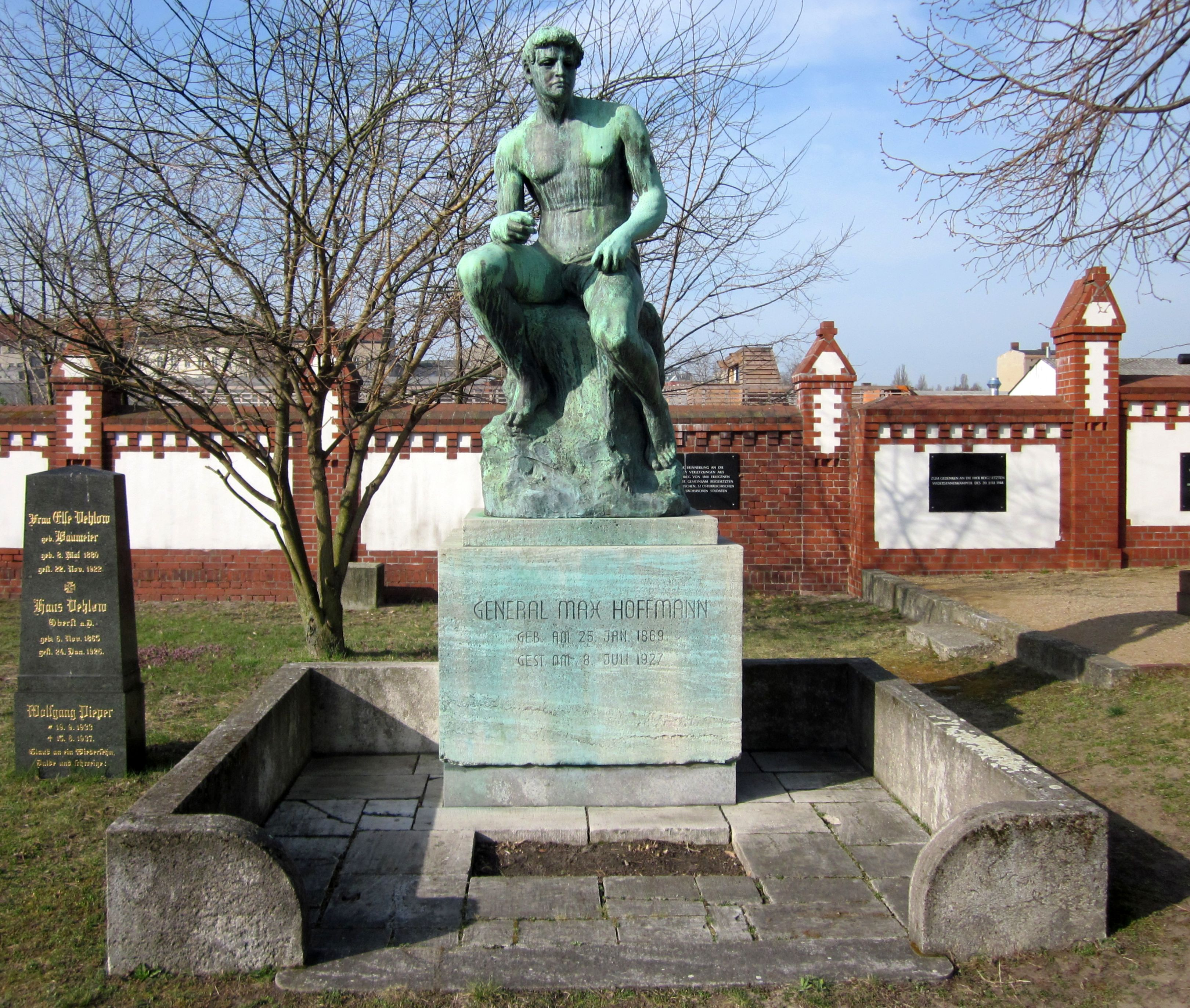
Mormântul Max Hoffmann, 1927
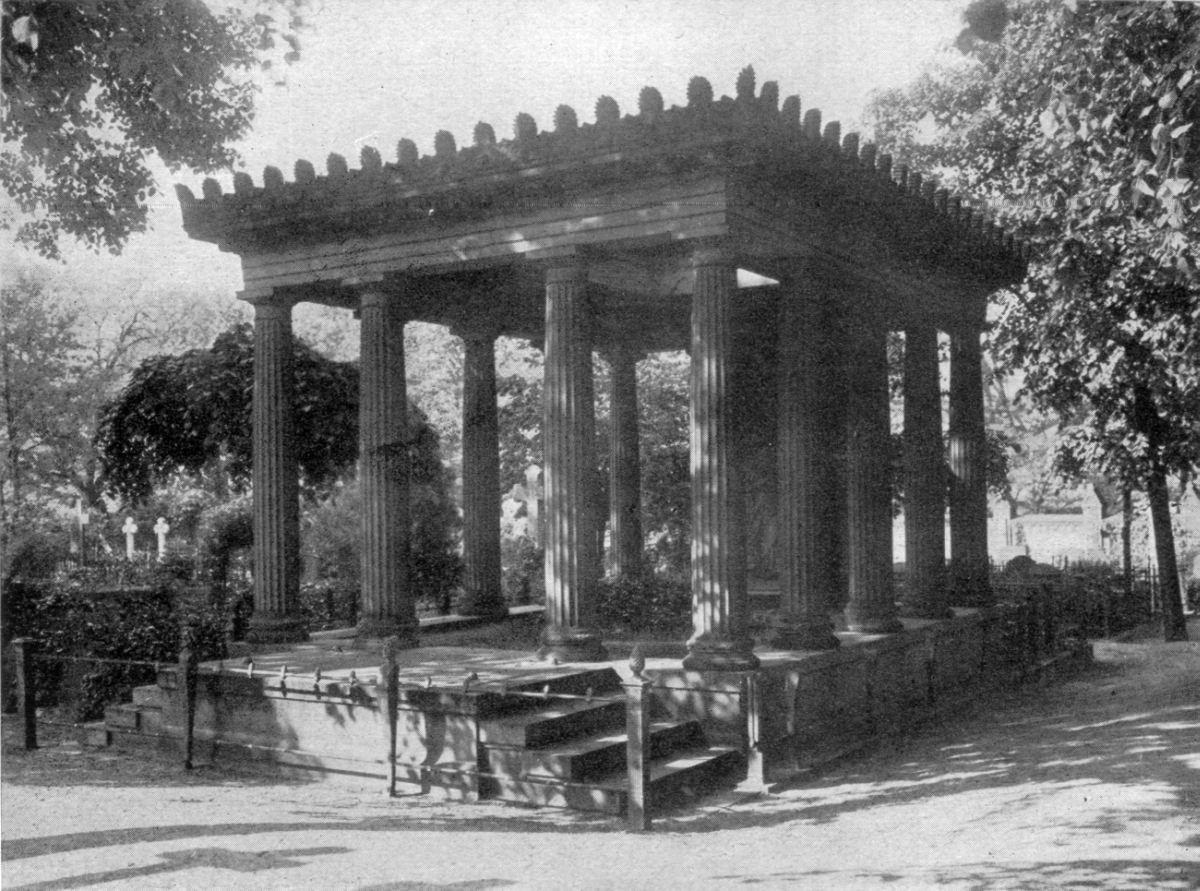
Mausoleul familiei Rabitz, 1925
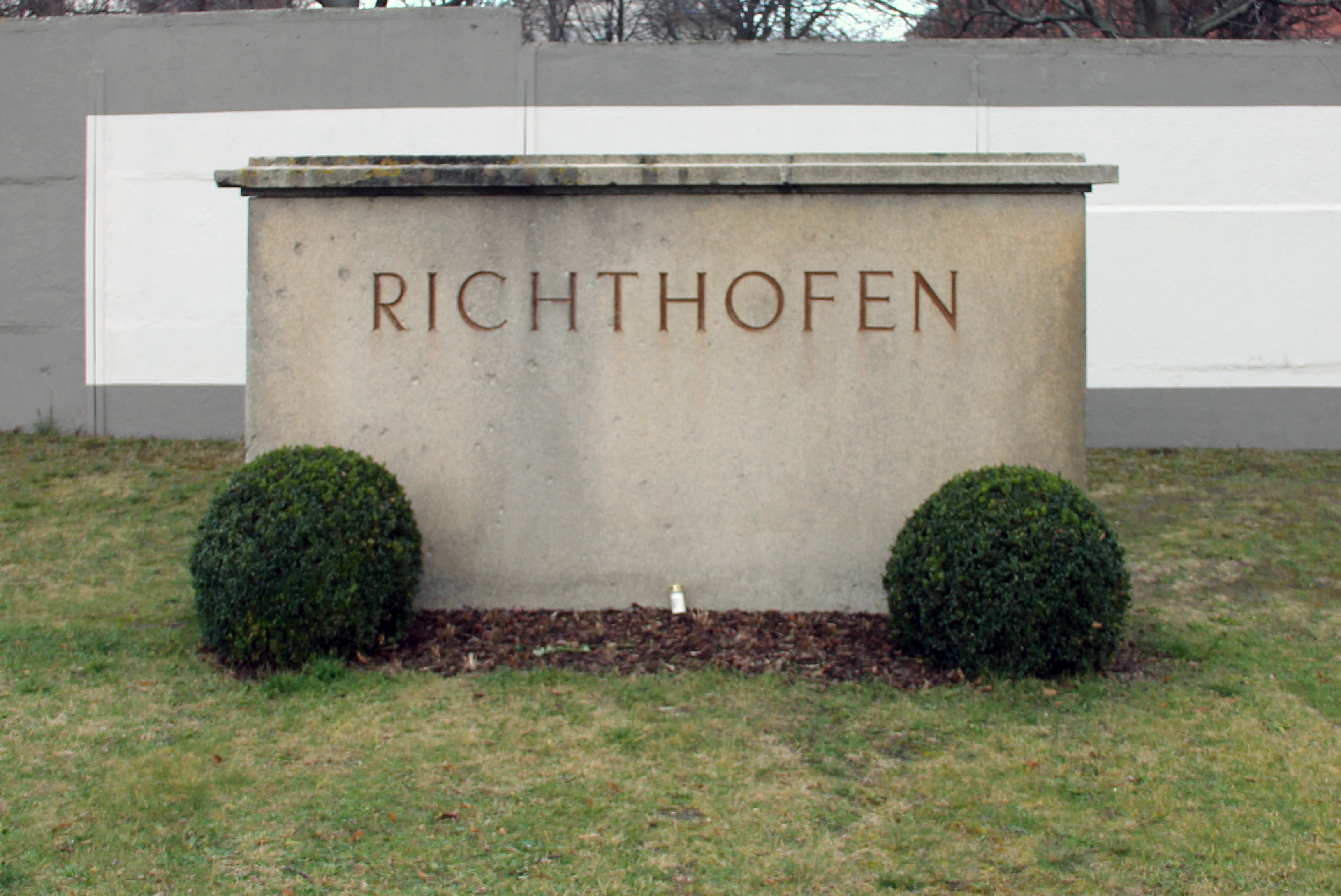
Mormântul Manfred von Richthofen, 1925
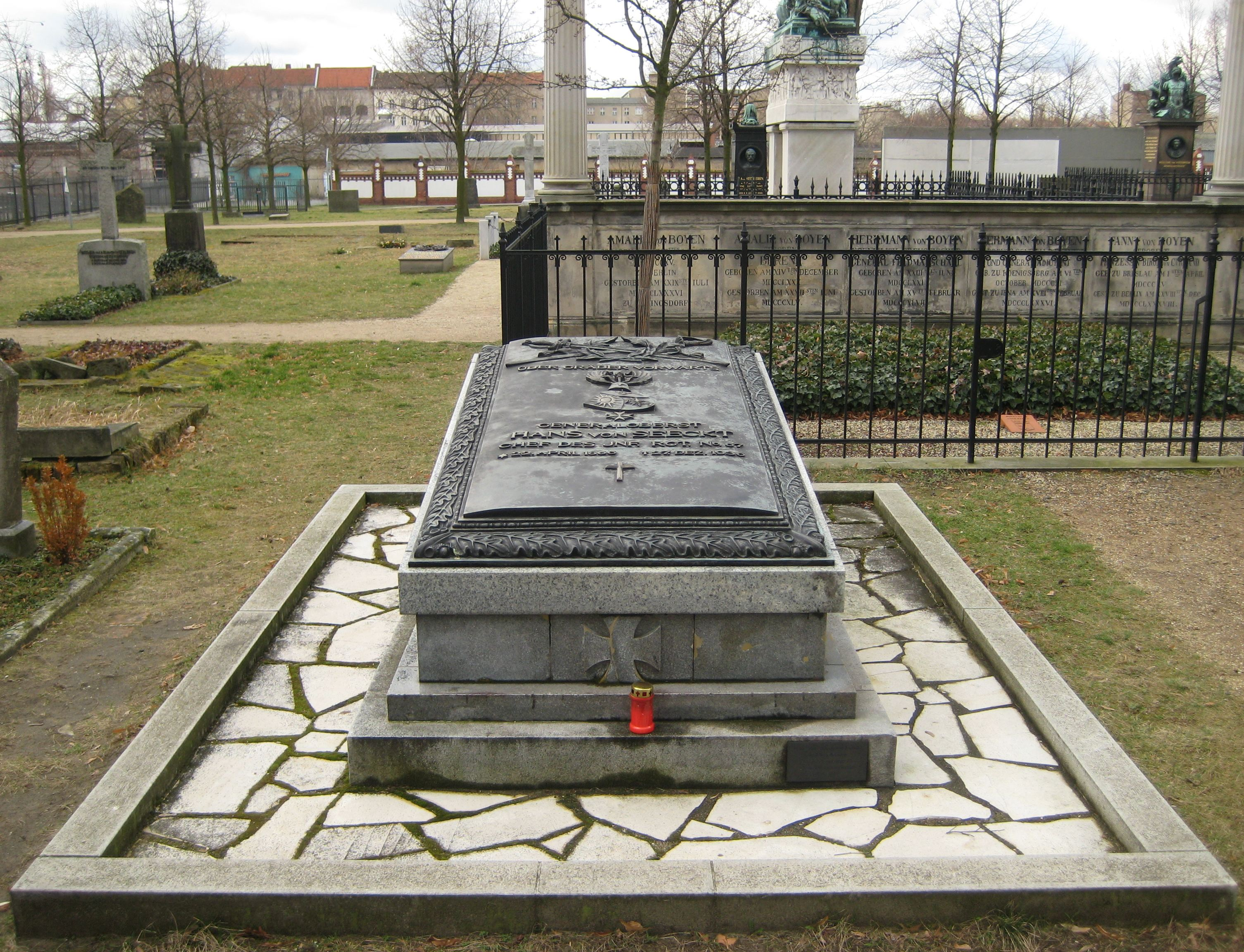
Mormântul Hans von Seeckt, 1936
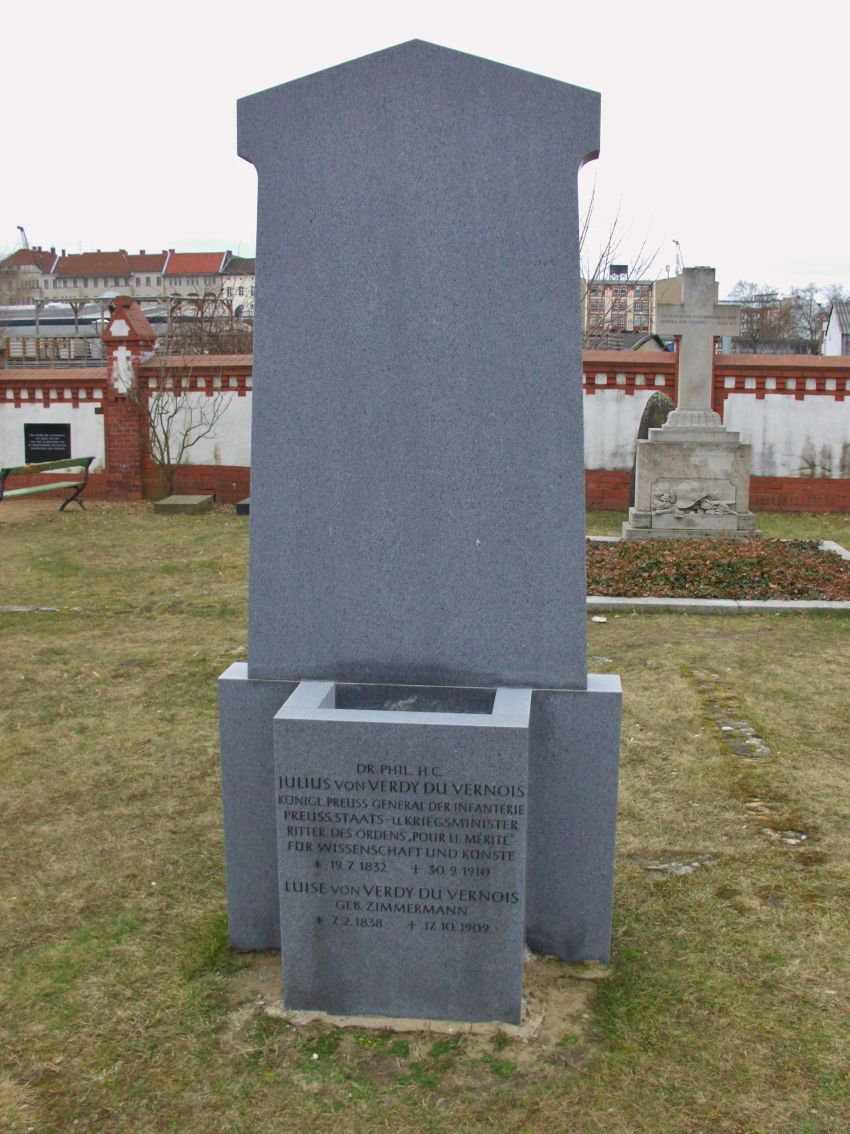
Mormântul Julius Verdy du Vernois, 1910